# فهرست واژه‌های عربی با ریشه فارسی
واژگان عربی با ریشه پارسی یا واژه معرب از پارسی، به واژگانی گفته می‌شود که در زبان و ادبیات عربی به کار گرفته می‌شوند و ریشهٔ پارسی دارند. بیشتر این واژه‌ها در زمان ساسانیان وارد زبان عربی کهن شده و برخی فراموش شده‌اند، ولی برخی هنوز از واژه‌های پرکاربرد این زبان هستند؛ مانند: ادب، دین، ازل، هوس، سراج (چراغ)، ورق (برگ) و ورقه (برگه) و بسیاری دیگر.

## گونه‌های عربی‌سازی
اعراب در واژه‌های بیگانه دگرگونی‌های بسیار و شگفت‌آوری انجام می‌دهند که از آن دست است:
1. واج یا واج‌هایی از آغاز یا میان یا پایان ساختمان واژه بیگانه می‌اندازند. برای نمونه بیمارستان را مارستان، پیشپاره[۳] را شفارج، نشخوار یا نشوار، چلغوزه[۴] را جِلّوز، سوه کاریز را سوهقه، و هزار دستان را هزار گویند.
2. واج یا واج‌هایی به ساختمان واژه بیگانه می‌افزایند چنان‌که ستو را تستوق،[۵] راه را تُرَّهات،[۶] پنجه را فنزج و پاچه را بالِغا گویند.
3. واج‌های واژه بیگانه را به واج‌هایی دیگر می‌گردانند و برای معرَّب‌سازیِ واژه‌های بیگانه، بیشتر همین روش را به کار می‌برند. برای نمونه ن و ر را به ل، گ را به ج، خ را به ح، پ را به ف یا به ب، ک را به ق، چ را به ص یا به ش، س را به ص، ت را به ط، الف را به ع یا به ح، ش را به ز و ز را به ذ جایگزین می‌کنند و در این راه هیچ آیین و رویه‌ای را دنبال نمی‌کنند. از همین رو، برای برخی از واژه‌های بیگانه بیش از یک گونه آواسازی گفتاری و سیمای نوشتاری دارند. پس زَریون[۷] را به جریال، گرده بال را به جردبیل، شَنبک[۸] را به شَفَلَّقه، گنده پیر را به قندفیل، ژاغَر[۹] را به زَقَلَّه، خُربا[۱۰] را به حَرباء، گرم را به جرم، پَرَند را به فرند یا برند، کُرته[۱۱] را به قرطق، چوبه[۱۲] را به صوبج یا شوبق و اُبره[۱۳] را به حباری جانشین می‌کنند.
4. در برخی از واژگان، گ پایانی در واژگان فارسی میانه، در فارسی نوین به صدای «ه» (که با ه کسره نوشته می‌شود) تبدیل شده است و در زبان عربی یا به ج یا به ق تبدیل شده است؛ مانند دگرش تازه به طازج، نموده (نمونه) به نموذج، برنامه به برنامج و کُربه[۱۴] به قربق یا قربج.
5. گاهی واژه‌ای را به ساختارهای جورواجور عربی می‌کنند به گونه‌ای که نزدیکی اندک یا بسیاری با واژه بیگانه دارد؛ مانند زونکل[۱۵] که آن را زَوَنکل، زَوَترَک، زونَّک، زوّاک، زوّن و زَون، تنبل[۱۶] که آن را تَنبور،[یادداشت ۱] تِنبَل، تِنبال، تَنبول و تِنتَل و کِهتر که آن را جَیتَر، جَیدر، جَعدر، جَیدَری، جعبر و جِعطار گویند.
6. نه تنها فعل (کارواژه) را از واژه عربی شده مشتق می‌کنند، که گاهی درست همان‌گونه که هست از واژه‌های بیگانه وام می‌گیرند، به زبان دیگر از واژه عربی ناشده فعل می‌سازند؛ همچون از بوسیدن باسَ یَبوسُ، از کوشیدن کاشَ یَکوشُ، از زینهار[۱۷] زَنهَرَ یُزَنهِرُ ساخته‌اند.[۱۸]

## فهرست

### آ
- آبار
- آباد :جِ ابد: از آباد[۱۹]
- آبدان: حوض، آبدان[۲۰]
- آبدوچ
- آبرو[۲۰]
- آبریز: آبریز[۲۰]
- آبزین[۲۱][۲۲]
- آبق: آبک[۲۳]
- آبکوشت: آبگوشت[۲۴]
- آبلوج: آبلوچ[۲۵]
- آبلیز
- آبنوس
- آجور: آگور[۲۶]
- آخور
- آذرجنس
- آذرمردیه
- آذردرخت: آزاد درخت[۱۹]
- آذری
- آذری‌طوس
- آذرییون: آذرگون[۱۹]
- آزاذ
- آسمانجونی: آسمانگون/آسمانگونی/آسمانگونه[۲۷]
- آسمنجویی: آسمانگونه
- سمنجویی: آسمانگونه
- آفرین: آفرین[۲۰]
- آلو: آلو، هلو[۲۰]
- آلوبالو: آلبالو[۲۰]
- آنک
- آواز
- آوج
- آهو: آهو، غزال[۲۴]
- آیین: آیین، آیینه[۲۸]
- اباب: آب، سراب[۱۹]
- اُباشه: اباش[۱۹]
- ابدال
- ابدوج‌السراج
- ابروجرد
- ابریج
- ابریسم: ابریشم[۱۹][۲۴]
- ابریق: آبریز[۱۹][۲۴]
- ابزار
- ابزن: آبزن[۱۹]
- ابزیم: سگک کمربند
- ابل: ابر[۱۹]
- ابلق
- ابله: ابله[۲۹]
- ابهر
- ابهل
- اُبُّهه: آب بها[۱۹]
- اتابک
- اتان
- اترج
- اتون
- اتیشه[۱۹]
- اثمد
- اجاص
- اخروش: خروش[۲۰]
- اخشید: خشایثیه (شاه)[۳۰][۳۱]
- اخمینی
- ادب[۳۲]
- ادیم
- اراده
- اربان
- اربق
- اربون
- اربیان
- ارتکان
- ارجان: ارژن[۱۹]
- ارجوان: ارغوان[۱۹][۲۴]
- ارحون
- اردشیرجان: اردشیرگان
- اردهالج: اردهاله؛ یک گونه حریره از آرد جو
- ارجن: ارژن؛ درخت بادام کوهی
- اَرَش: ارز
- ارضه: ارزه؛ موریانه
- ارغن ارغنون (از واژه یونانی ارگان: سا؛ ابزار)
- ارغیس: آرغیش
- ارقان: بیماری یرقان
- ارقیطون: گیاهی دارویی
- ارندج: چرم سیاه (یرنداخ، ایرنداخ)
- اریکه: اورنگ
- ازار: پوشاک بخش پایین تن
- ازج: سغ، سخ
- ازدشت: گیاه دارویی
- ازدلاف: کاهش یک سال از هر سی و دو سال قمری برای برابری با سال خورشیدی (شفاءالغلیل خفاجی، ص ۲۴)
- ازل: جاودانه، از پهلوی اَسَر (بی‌سر).[۳۳]
- ازله: خاک یا گل کنده شده برابر با یکصد ذراع مکعب؛ واژه ای کاربردی در دیوان آبیاری در کندن جویها و لاروبی به کار می‌رفته (مفاتیح العلوم، ص ۴۶)
- اسباناخ، اسفاناج، اسفاناخ: اسپیناگ
- اسبور: گونه ای ماهی که در دجله شکار می‌شد و امروزه نیز در خوزستان به آن سبور می‌گویند.
- اسبیذاج: سپیداب
- است: کفل و سرین مردم و اسب
- استا: استاد[۳۴]
- استاد: استاد
- استار: چهار؛ یکای وزن که تا چندی پیش سیر نامیده می‌شد، یک چهارم از همین واژه برگرفته شده.
- استان: (ج: استانات) برابر با میهن (شفاءالغلیل، ص ۱۲)
- اسبذ: اسب پد
- استبرق: از ریشه ستبر: استبرگ
- استم: استام= پشتوانه، مایه دلگرمی
- اسرب: سرپ، اسرپ (در گویش خوزی هنوز شکم را اشکم و ستاره را آساره گویند زیرا از آغاز بسیاری از واژه‌ها چیزی نیفتاده است)
- اسرب: سرب
- اسروب: سرب
- اسطم: استام
- اسطول: یک گونه کشتی جنگی
- اسطونه: استون: ستون چادر
- اسطونه: استوانه[۲۴]
- اسفاناخیه: یک گونه خورش اسفناج
- اسفانبر: اسبانبر: یکی از هفت شهر تیسفون
- اسفرجات: اسپرگ (که با ات جمع بسته شده) یک گونه خوراکی (کتاب الطبیخ، ص۲۶) برگ زردچوبه نیز گیاهی زردرنگ که با آن چیزها را رنگ کنند (برهان قاطع، زیر سرواژه)
- اسفست: اسپست: نام فارسی یونجه (نام ترکی)
- اسفنج: ابر مرده؛ گیاه یا جانور مرده دریایی (برهان قاطع)
- اسفنط اسپند: گونه ای شراب؛ خردل سیاه
- اسفند: گویشی دیگر از همان اسپند
- اسفهسلار: سپه سالار
- اسفیذاناجیه: گونه ای خورشتی است.
- اسفین: ابزاری چادرگونه با پایه سه گوش و نوک تیز که در میان شکاف سنگ گذاشته با پتک بر آن می‌کوبیدند تا سنگ زودتر شکسته شود.
- اسفیوس: اسپیوش: بزر کتان
- اسفیوش: گویشی دیگر از اسپیوش
- اسفیون
- اسکاف: شکاف (در عربی: کفشدوز)
- اسکدار: پیک سوار. کاربرد در دیوان برید (مفاتیح العلوم ص ۴۳)
- اشکدار گویش دیگر اسکدار؛ (مروج الذهب مسعودی، ج ۲، ص ۴۵۳)
- اسکفه: آستانه چوبی از فارسی اشکوبه (همچنین طبقه در ساختمان)
- اسوار: فرمانده پارسی، سوارکار ایرانی (عیون الاخبار، ج ۱، ص۱۴۹)
- اشائب:
- اشیاف: شیاف: هر خمیر دارویی که به گونه میله درآوره در چشم یا گوش یا دیگر سوراخهای تن به کار می‌بردند. امروزه تنها آن را که در سوراخهای پایین تن به کار می‌رود. (تذکره انتاکی ص۴۳)
- اشترغاز اشتر خار؛ خارشتر (تحفه حکیم مؤمن ص۱۰)
- اشفر: شفره کفشگر: ابزار برش چرم کفشگران
- اشغا
- اشروسیه: گروه سربازان از مردمان استان اشروسنه در فرارود در دوران عباسی در دفتر نام‌نویسی سربازان (مروج الذهب ج۲، ص۳۹۳)
- اشق اخشگ: صمغ گیاهی مانند خیار (قاموس المحیط فیروزآبادی)
- اشج
- اشکاره: آشکارا[۲۰]
- اشکنج: اشکنگ: آجر شکسته و سنگ و چوب شکسته از ساختمان
- اشل: یکای اندازه‌گیری درازا برابر شصت ذراع
- اشناس: نام کسی و نام جایی در کناره دریای فارس
- اشنان: گیاهی که کوبیده برگ و ساقه آن را به‌جای صابون به کار می‌برند.
- اشنه: گیاهی دارویی؛ دواله
- اصباهان: سپاهان
- اصفهان: اصفهان، گوشه ای در یک دستگاه موسیقی ایرانی
- اصبهبذ:سپهبد؛ نام پادشاهان بومی دودمانی ایرانی در مازندران
- اصبهبذیه: سکه‌های پادشاهان از دودمان اسپهبدان در مازندران
- اصطبل: آخور اسب (ریشه رومی)
- اصطرک: انگبین درخت زیتون
- اصطه: استاد (کوتاه شده)[۲۴]
- اصطهبانان: شهری در شهرستان دارابگرد فارس (اصطهبانات نادرست است)
- اضریج: سرنج
- افرند: فرند
- افریز: برآمدگی نقش بالای پیشانی دیوار خانه
- افسنتین: گونه ای بومادران کوهی
- افشرج: افشرگ (برابر syrup شربت فرنگی)
- افیون شیره خشخاش (از یونانی اپیون)
- اقاقیا: اقاقیا
- اقحوان: شکوفه ریحان و بابونه؛ اکهوان
- اقلید: کلید (از یونانی)؛ در قرآن واژه مقالید از همین است.
- اکار: کشاورز
- اکسیر: جوهر هر چیز؛ ماده جادویی
- اکه: از آک؛ مرگ، سختی روزگار
- الوه: ماده ای برای بخور
- انبار: انبار؛ نام استانی در عراق که در دوره ساسانی انبار خوراک مردمان بوده است.
- انبجات: شربت‌ها و شیرینی‌ها
- انبح: انبگ؛ مربّا
- انبوبه: لوله
- انجان: انگان؛ انگ: لوله سفالین؛ تغار سفالین
- انجبار: انگبار
- انجذان: انگدان؛ دانه گیاه انگ
- انجر: لنگر کشتی
- انبیق: لوله خمیده که از قزع جدا شده و بخار در تقطیر در آن روان می‌شود.
- انجیذک: فهرست بدهیهای بدهکاران مالیاتی
- الماس: الماس
- اندربیدر: گندم
- النجوج: هر گونه گرد خوشبو
- آماج: آماج
- اندرانی: نمک تخته
- انموذج: نمونه
- انوشه‌دارو: داروی خجسته
- انیسون: انیسون
- اوار: گرمای آتش و خورشید، تفتگی
- اوارج: رسید پرداخت مالیات
- اوارجه: دفتر آمار درآمد و هزینه، ترازنامه
- اواره: مانده آمار مالی در دفترهای دیوانی که به سال گذشته می‌پیوست.
- اوج در برابر حضیض (نشیب/فرود) در ستاره‌شناسی
- اور: ابر همراه باد
- اوز: مرغابی، کَلَنگ
- اوس: بخشش، فرصت نیکو
- اوشن: کسی که با دیگری در سفره نشیند و از توشه وی بخورد.
- اوشنج: بسته؛ از اوشنگ
- اوشهنج: هوشنگ؛ پادشاه پیشدادی
- اهلیلج: هلیله؛ داروی گیاهی آشنا
- ایارج: از یارگ، یاره؛ داروی دیرگواری و سخت گواری
- ایر: نشان نرینگی
- ایوان: ایوان
- ایهقان: خردل بیابانی

### ب
- باباری: فلفل سیاه
- بابنک: بابونه[۲۴]
- بابوج: پاپوش
- بابونج: بابونه
- بابه: از باب (درخور، فراخور)
- باج: کارت[۳۵]
- باجامه: پاجامه، شلوار[۳۵]
- باجه: آش؛ از باگ (کهن) و با در شوربا و گیبا
- بادبیج: بادپیچ؛ ریسمان بازی کودکان
- بادزهر: پادزهر
- بادکیر: بادگیر[۲۴]
- بادیه: کاسه مسی[۳۴]
- باذهنج: بادگیر
- باذآورد: بادآورد؛ گیاهی دارویی که امروزه نیز به همین نام از فارس به هندوستان و عربستان نیز فرستاده می‌شود.
- باذج: باده؛ گونه ای شراب
- باذرنجبویه: بادرنجبویه، بادرنگ بویه
- باذروج :بادروگ، بادرو، گل بستان افروز
- باذشنام: بادشگام، بادشنام، بادژفام؛ سرخی و لکه در رخسار از گرمازدگی
- باذنجان: باذنکان[۲۴]
- باذنوس: بادنوش؛ نام یک گل
- بار: یکای درازا برابر با شش ذراع
- بارجاه: بارگاه، آستانه، جای بارخواستن
- بارجین: برچین؛ ابزاری مانند چنگال که با آن خوراک را برمی‌داشتند.
- بارنج: نارگیل
- بارزَد: پارزد؛ گونه‌ای انگُم (صمغ)
- بارنامج: ترازنامه؛ فهرست سندهای حدیث یک محدّث
- برنامج: برنامه
- بارود: باروت[۳۶]
- باره: پاره؛ یک گونه پول خرد
- باز: (ج: بیزان، بوز، بزاه) باز، پرنده شکاری نامدار
- بازی: باز
- بازرکان: بازرگان
- بازهر: پادزهر
- بازیار: بازیار، برزیگر، کشاورز
- باسنه: پاشنه؛ گونه‌ای ابزار
- باسوره ج: بواسیر؛ یک بیماری پایانهٔ دستگاه گوارش؛ بادام کوهی که تلخی آن را با شورابه می‌برند: باسورک
- باشق: باشه (باشگ)؛ گونه‌ای شاهین
- باشوره: رج زیرین دیوار بارو؛ حوض آب (پاشوره)
- باطیه: کاسه؛ ظرفی دهان‌گشاد و ته باریک
- باع: بغل؛ درازای هر دو دست در گشادگی
- باعقوبا: نام شهری در عراق که مانند بغداد و باکو از بغ گرفته شده است.
- بعقوبه: همان بعقوبا
- باغ: باغ
- باک: پاک[۳۵]
- بال: بیل
- بال: وال؛ یک گونه جانور آبزی بزرگ
- باله: روپوش پشمی؛ جوراب؛ کیسه عطر
- بالقه: چهار دست و پای جانور و دستهای مردمان؛ از بالگ
- بان: نام جویباری از دجله؛ از آبان (ایزد نگهبان آبها)
- بانوقه: بانو؛ از بانوگ
- بانوقه باهش: باهوش[۲۴]
- بایدار :رکاب؛ از پایدار فارسی[۲۴]
- بلید: کودن، کم‌هوش
- ببر: ج: ببور؛ گربه‌سان آشنا
- ببغا: طوطی
- بَتّ: روپوش کلفت پشمی؛ همریشه با پتو
- بتو: پتو[۳۵]
- بج: جوجه هر پرنده؛ بچه
- بجاز: بسد، یاقوت سرخ، کهربا؛ بیجاد، بیجاده
- بیجازی بجاذ
- بخ‌بخ: به‌به
- بخت: بخت؛ از همین واژه بختیّاً و مبخوتاً[۲۴]
- بُختَج: پختگ، پخته در واژگان پزشکی
- بختی: شتر خراسانی، شتر بزرگ کوهاندار
- بَختیَر: خوش‌اندام و زیبا؛ بختیار
- بخجله: سه‌تار
- بخس: زمین کشت دیم، کشتزار دیم
- بُخشیش: بخشش[۲۴]
- بخنق: دستمالی که خدمتگاران به سر بردند و زیر چانه گره زنند تا سرشان به روغن و گرد و خاک آلوده نگردد.
- بُد: بت
- بَدره: کیسه ده‌هزار سکه ای
- بذّ: نام کوه و شهرستانی در آذربایگان زیستگاه بابک
- بذج: بره
- بذرقه: بدرقه
- بذات: بدذات[۲۴]
- بذسکان: بدکسگان؛ نام یک دارو
- بذاسکان: بذسکان
- بداسقان: بذسکان
- بذنج: بادنجان
- برا: تراشید و برید
- براتَق: برات
- برازالزور: شهری در شمال شرقی بلاش‌آباد (نهروان) در عراق
- برامکه: برمکیان؛ از خاندان سرپرست آتشکده نوبهار بلخ
- بُرایه: براده
- بَربَط: گونه‌ای ساز، بربَت (پهلوی کَلَنگ))
- بَربند: باربند، ابزار بالارووی از درخت خرما
- بَرت: راهنما؛ سردرگمی
- بُرت: تبرزد
- بِرت: تکه، پاره؛ از پِرت
- بُرجاس: آماج، نشان، هدف
- بَرجَد: روپوش خطدار
- بَرجیس: ستاره مشتری؛ برگیس
- بَرخاش: پرخاش و جنجال
- بَرخداه: زن نیک‌اندام؛ از برخوردار
- بَردار: پرده‌دار
- بَردج: برده، اسیر؛ از بردک
- بَردَس: پرداس؛ ستیزه
- بردَیس: بردس
- بردسیر: به‌اردشیر؛ نام کهن شهر کرمان و امروزه بخشی در جنوب شهرستان کرمان
- برده: پرده در موسیقی
- بُرذَج: دم (در برابرِ بازدم)، فرو بردن نفس؛ از بُردگ
- بَرذَعه: جُل اسب
- بَرذَون: یابو
- بَرزل: مرد ستبر و درشت‌اندام
- بَرزه: عروس و نگار او؛ از برزه و برازیدن فارسی
- بَرزغ: کودک پرشور و شنگول؛ از پُرجیغ (جیک): پرسروصدا
- بَرذیق: شاخه‌هایی راه راسته، دسته پیادگان؛ از بردیگ: راه سنگلاخ و کوره‌راه
- بَرزی: خردمند و پرهیزگار؛ همریشه برزین و فرزین
- برزین: کاسبرگ گل خرما که مانند نیامی بریده می‌شود.
- برس: پنبه
- برِسام: بیماری سینه‌پهلو
- برسان: برسُنب؛ دگرگونی همانند «گنب/گامِ» امروزی
- برسیندار: برشین‌دارو
- برشاوشان: پرسیاوشان؛ گیاه دارویی
- برستوک: پرستوک؛ نامگذاری بومی گونه‌ای ماهی در خلیج فارس
- برشم: پرچم؛ نوارهایی که از نوک نیزه به‌جای بیرق می‌آویختند.
- برشوم: گونه‌ای خرمایی خشک
- برطاش: چارچوب در؛ از برداس: استوار و پابرجا کردن
- برطیل: (پرکاربرد) رشوه؛ ابزار آهنی برای تیزکردن سنگ آسیا؛ رشوه نیز چون برای تیز کردن دندان رشوه‌گیری است با این واژه نمود یافته.
- بَرفیر: رنگ ارغوانی
- بَرغَشت: گیاهی دارویی؛ قنابری، تملول
- بُرغی: سرپیچ؛ برغو
- بَرق: بزغاله/ بره؛ «برگ» (از سیمای کهنتر به عربی رفته)
- برقول: کمان؛ کشتی کوچک؛ کوزه شیشه‌ای قمقمه‌مانند؛ از «برکول» (بر: فراز + کول: دوش) مانند کشکول
- برقول: برقول
- برکار: پرگار
- بی‌کار: پرگار
- برکارالسرن: پره‌های چرخ دولاب و آسیاب که آب در آنها زند و چرخ را گرداند؛ «سرن» واژه فارسی برابر توربین فرنگی است: چرخی که با فشار آب می‌گردد و چرخهای دیگر را می‌گرداند.
- بَرکان: رختی بافته از پشم یا درست کرده از پوست؛ امروزه «برک» نام پارچه‌ای پُرزدار از کُرک شتر، شناخته‌شده در مشهد است.
- بُرمه: دیگ سنگی
- بِرَنج: برنگ، آبرنگ؛ گیاه دارویی کابلی سودمند برای سینه‌درد
- برنج: کاسه سفالین آبخوری
- برنجاسف: برنج‌اسپ؛ بومادران، گیاهی دارویی برای راندن حشره‌ها
- برند: پارچه ابریشمی؛ پرند: پارچه ابریشمی ساده در برابرِ «پرنیان» که نقشدار است.
- بُرُنس: کلاه ویژه دادرسان و نویسندگان دوره عباسی
- برنی: گونه‌ای رطب خوب؛ سبک‌شدهٔ «بار نیک»
- برنیه: جای چاشنی و ادویه، ظرفی سفالین در آشپزخانه؛ برنی
- برواز: چارچوب، چهارچوب
- بروانی: نام گیاهی در فرآوریِ پوست
- بروانه: پروانه (پیشران کشتی یا هر گونه شناور)[۳۵]
- بَرَه: زیبایی
- بُرهان: از «پروهان»؛ پیدا، آشکار
- برنامج: برنامه
- بَراهِمه: سیمای جمع از برهمن: پیشوای کیش هندو
- برش: بریدن[۳۶]
- برغل: بلغور[۳۶]
- بریان بریانی[۳۶]
- بریج: همریشه بریجن: تنور کماج؛ بریزن؛ همگی از ریشه «بریزیدن» برابر تافتن و سرخ کردن
- برید: پیک؛ از بریده‌دم دانسته‌اند
- بَزّ: پارچه کتانی یا پنبه‌ای؛ بزّار را از همین ریشه ساخته‌اند
- بَزَجَ: به کسی بالیدن وسربلند بودن؛ از «بزک»
- بزد: نیام شمشیر
- بزر: تخم و دانه؛ از آن فعل نیز ساخته‌اند.
- بُزُرجسابور: بزرگ‌شاپور؛ نام بخشی مالیاتی در دوره ساسانی از تسوکهای استان شادهرمزد پیرامون بغداد
- بُزُرک: بزرگ؛ کوتاه‌شدهٔ نوروز بزرگ از دستگاه زیرافکند در موسیقی ایرانی
- بَزماورد: هنگام جنگ یا پیشامدِ رویدادهای بزرگ شاهان ساسانی خوان‌چینی را قدغن نموده از این خوراک می‌خوردند؛ خوراک گوشت و تخم مرغ پیچیده در نان نازک (چیزی همانند ساندویچ امروزی)؛ در بزمهای مِیگساری مزهٔ مِیخواری بود.
- بَزمه: یک نوبت خوراک؛ زخمه زدن بر سیم تار با سرانگشت برای کوک کردن
- بُزل: بز ماده
- بَزوله: پستان؛ پژوله
- بزیون: پارچه نازک ابریشمی بی تارِ زر یا سیم (نقره)
- بِس: گربه، آوای راندن گربه؛ از پیش، پیشی
- بَس: (پرکاربرد) بس (کافی)[۲۴]
- بسباسا: درختی با برگ کوچکتر و خوشبوتر از بید
- بسپاسه: پوستی که جوزبویا را احاطه کرده؛ بسپاسه، گیاهی دارویی
- بُست: پیمانه‌ای برای سنجش آب قنات با یک شعیر درازا و پهنای (شعیر/جو: پهنای شش تار موی دم استر کنار هم؛ هنوز در زبانزد «یک جو عقل داشتن» به‌کارمی‌رود)
- بَستا: گوشه‌ای در آواز اصفهان و دستگاه سه‌گاه؛ کوتاه‌شدهٔ «بسته‌نگار» نیز دانسته‌اندش
- بستان: بوستان[۲۴]
- بستان‌ابروز: بستان‌افروز؛ گیاه تاج‌خروس؛ گل یوسف
- بستانَج: بستانگ؛ گیاهی به نام خلال
- بستانی: بوستانی؛ نگهبان بوستان (در عربی)
- بستح: بستک؛ کندر؛ انگُم درخت پسته
- بَستَق: بستگ؛ نوکر؛ وابسته
- بستقان: دارندهٔ باغ؛ ناتور باغ
- بستندود: بستان‌داد؛ گونه‌ای خوراکی
- بستوقه: بستوک؛ خمچهٔ گنبدسانِ بی‌دستهٔ سرتنگ برای نگهداری انگبین
- بستیناج: گیاهی دارویی؛ بستاناگ
- بستنی: بستنا؛ برگ گیاه دارویی مرزنگوش
- بُسِذّ: بسد؛ مرجان
- بسفاردانج: بسفاردانه؛ گیاهی دارویی
- بسفایج: بس‌پایک؛ ریشهٔ گیاهی دارویی که اگر در شیر بریزند بندد.
- بَسنج: بسنگ؛ گونه‌ای انگُم
- بَشبش: برگ خیار گرک
- بُشت: پشت؛ سبک‌شدهٔ پشتواره (کولِ‌پشتی)/ پست‌بست که برزیگران چیزی در آن نهاده بر پشت نهند.
- بشتخته: گنجهٔ کوچک که فروشنده پیش دست خود گذاشته ترازو بر آن نهد؛ پیش‌تخته
- بِشخانه: پیش‌خانه؛ پشه‌بند؛ پردهٔ پیش درگاه خانه
- بِشرون: پیشرون؛ از پیشران؛ در موسیقی ترانه یا آهنگی که در بزمها برای مایه‌دادن به خواننده یا نوازنده، خوانده یا نواخته می‌شد؛ برابر با پیش‌درآمد
- بَشَغ: نم‌نم باران؛ پشگ
- بِشکول: سخت‌کوش و پرکار و آزمند
- بَشَم: دل‌پری، تخمه
- بَطّ: کَلَنگ؛ شیشه مانند غاز که از پشت آن شراب ریخته و از دهان آن سوراخی بود که مِی در پیاله می‌ریخت.
- بطاقه: (پرکاربرد) کارت ویزیت؛ نوشته و نامه؛ بَتَک
- بطانیه: پتو[۳۵]
- بطیارج: خانه و بال ستاره در هر برج
- بغبور: پادشاه چین؛ بغپور؛ بغ (خدا) + پور (پسر)
- بغداد: بغداد[۳۷]
- بُغره: خوراکی است
- بقچه: بقچه؛ بُق: برآمدگی
- بقلاوه: باقلوا[۳۴]
- بلاذور: دانه بلادور، مادهٔ مخدّر کهن؛ نویسنده فتوح‌البلدان را گفته‌اند ناآگاهانه از آن خورده و به دیوانگی افتاده در تیمارستان درگذشته است.
- بِلاس: پلاس؛ زیرانداز پشمین؛ گستردنی پشمین
- بَلبوس: پیازی مانند نرگس
- بُلبُله: کوزه لوله‌دار مانند گلاب‌پاش
- بَلَخش: ولخش؛ بدخش؛ سنگ بهاداری مانند یاقوت؛ لعل بدخشان
- بُلُس: پلاس؛ بالاپوش پشمی
- بَلسان: عدس
- بِلسَک: پرستوگ؛ پرستو
- بلش (بلشت): پلشت، در عربی کاربردی برابر دزد و زورگیر دارد.[۲۴]
- بلغم: بلغم
- بلکونه: بالکانه[۳۴]؛ بالاخانه
- بلم: بلم، کلک، کرجی، قایق کوچک[۲۴]
- بَلَندی: پهن؛ از «بلند»
- بلوص: بلوچ
- بلوط: بلوت
- بلور: بلور
- بلیج: گونه‌ای کشتی
- بلید: پلید
- پلید
- بلیلج: بلیله
- بم: کلفت‌ترین سیم بربت
- بنارک:
- بناست:
- بناله:
- بنانه:
- بنبک:
- بنج: بنگ[۲۴]
- بنجکاه: پنجگاه؛ از دستگاه‌های موسیقی ایرانی
- بنجره: سوراخ لولهٔ توپ؛ پنجره
- بنجکشت: پنج‌انگشت؛ میوهٔ آن سپستان است که کاربرد پزشکی دارد.
- بنجکسوان: بنجگشت زبان، زبان‌گنجشک؛ گیاهی دارویی
- بَنجَکیّه: پنج تیرانداز؛ از پنجک
- بند: بند، زردپی[۲۴]؛ سپاه ده هزار تنی؛ درفش؛ دریاچه؛ یک. بخش از هر نوشته؛ زنجیر؛ فریب و کلک
- بَند: از بند برابر با کلید در فارسی امروز مانند کلید هواساز یا کلید چراغ (بَنَدْ الْکِنْدْیَشَن) أی أطفأ مکیف الهواء

(بَند الْکَهْرَب) أی اطفأ الکهرباء
(بَندْ الْیت) أی اطفأ المصباح
ونلاحظ مما سبق أن تستخدم غالباً مع کلمات غیر عربیة الأصل. فلا نقول:
(بَندْ الْبَاب) ولکن (صَک الْبَاب))
- بُندار: همریشه با بنکدار؛ مالدار، انباردار؛ ج: بنادر
- بندر: بندر؛ جایی ساخته بر کناره دریا برای لنگ انداختن و پناه آوردن کشتیها؛ ج: بنادر
- بندق: (پرکاربرد) هر گلوله؛ میوهٔ فندق؛ کاروانسرا؛ در کاربرد گلوله از «پندک»؛ در فندق از «بندگ»
- بندقیه: خوراکی از گوشت و فندق مانند فسنجان
- بندنیجین: شهر مندلیج در عراق؛ بندنیگان
- بَنِّش: بنشین
- بنفسج: بنفشه
- بنفسجی: بنفشه[۲۴]
- بنفسجیات: بنفشه سانان؛ فرهنگستان دمشق برابر با خانواده ۲۵۰ گونه‌ای بنفشه Violaceae نامیده است.
- بُنَک: بن و مایهٔ هر چیز؛ بُنکدار از همین واژه گرفته شده است.
- بَنکام: ساعت (گاه‌سنج) ریگی
- بَنگَح: بانگ زدن[۳۹]
- بِنّی: گونه‌ای ماهی جنوب مانند ماهی سپید دریای کاسپین
- بُنیقه: نوارهایی آویخته برای آراستن یقهٔ پیراهن زنانه از ابریشم ارزان (کج)؛ بُنیک
- بوت: درخت جنگلی مانند زالزالک
- بوتقه: بوته ریخته‌گری
- بوداردشیر: نام کهن شهر موصل
- بودقه: همان بوتقه
- بورانیه: برانی باذنجان
- بورق: بوره
- بورنک: باذروج؛ بورنگ، یک گونه ریحان کوهی
- بوریا: حصیر بافته از تراشهٔ نی
- بوز: پوز، دهان جانور
- بوزه: گونه‌ای خوراکی مانند بستنی
- بوزی: شیرینی از شیر و شکر
- بوزیه: بوزی
- بوزیدان: گیاهی دارویی
- بوس: بوسه
- بوسه: بوسه[۲۴]
- بوسَلیک: بوسُلیک؛ گوشه ای در دستگاه موسیقی ایرانی
- بوش: پوش دربندی؛ گیاهی دارویی؛ پوش شاخهٔ خشک درخت است و پوشال از همین.
- بوصّی: گونه‌ای کشتی
- بوطقه: بوتهٔ ریخته‌گری؛ نقش گرد در پارچه‌ها
- بودقه: نقش گرد در پارچه‌ها
- بوط ابر بوط:
- بوم: جغد
- به‌به: به‌به[۳۵]
- بهادور: پهلوان
- بهار: یکای وزن؛ بهارنارنج؛ گل هر رستنی
- بهافریذیه: پیروان به‌آفرید، بازآفرین و بازنگر دین زرتشتی در خراسان و فراخوان به بیرون راندن عربها و خلافت عباسی
- بهرام: بهرام؛ نام فارسی مریخ
- بَهت: سنگی سفید؛ باهت
- بَهَت: خوراکی از شیر و برنج؛ (از هندی بهتا)
- بهرَج: سکهٔ ساختگی؛ در عربی آشفتگی میان «بهرگ» و «نبهرگ» رخ داده و هر دو را برابر به کار برده‌اند با آنکه «بهرگ» همان «عیار» است و نبهرگ سکه ساختگی با عیار پایین است؛ رسد؛ بهره
- بهرجات: گوشه‌هایی از یک دستگاه موسیقی
- بَهرَسیر: شهر ویه‌اردشیر؛ در نزدیک تیسپون از شهرهای هفتگانهٔ پایتخت
- بهرمان: رنگ سرخ؛ از نام بهرام (مریخ) که سرخرنگ است گرفته شده
- بهزر: پاک‌سرشت
- بَهش: میوهٔ تازهٔ درخت مقل
- بهقان: گونه‌ای بیماری پیسی
- بهلوان: از پهلوان؛ پهلوان نما (در عربی امروزی)[۲۴]
- بهلوانیات: فرصت طلبی سیاسی؛ بل‌بگیری؛ خود را نیرومند وانمود کردن از راه لاف و گزاف
- بهمن: گیاه دارویی نیروزا باه‌افزا که در بهمن گل می‌دهد
- بهمی: گیاهی دارویی مانند جو با بوتهٔ کوتاه‌تر و میلهٔ خوشهٔ باریک‌تر و تیزتر
- بهنانه: زن شاد و پرخنده
- بیادق: پیاده؛ نیز نام روستایی میان بیابانک و جندک
- بیاله :پیاله[۲۴]
- بَیاب: آب‌آور در مهمانی؛ پای‌آب
- بیب: سوراخ ته حوض (آبدان)؛ پایاب
- بَیت: خوراک؛ از پاییدن (ماندن)؛ همریشه بیات (شب مانده)
- بَید: زشت؛ از «بد»
- بَیذُخت: ناهید (زهره)
- بیدر: خرمنگاه؛ از «پادر»
- بیدری: سخن درست و استوار؛ از «پادری»
- بیدق: پیاده (در شطرنج)
- بیرقدار: پرچمدار سپاه
- بیرم النجار: اهرم
- بیزار:
- بیشه:
- بیک:
- بیکار
- بیلج
- بیمارستان: بیمارستان
- بیهوش: بیهوش، کودن[۳۵]
- پاچه: کله پاچه[۲۴]
- پاشا: پاشا؛ پادشاه[۲۴]
- پایه: پایه، جایگاه، رده[۳۵]
- پرده: پرده[۲۴]
- پُلک: پولک[۲۴]
- پنج: پنج[۲۴]
- پوشیه: پوشیه[۲۴]

### ت
- تابل: چاشنی خوراکیها
- تاج: تاگ
- تاچینه: ته چین[۲۴]
- تاختج: تخته، تختگ (قواره)؛ یکای اندازه‌گیری پارچه
- تازه: تازه[۲۴][۴۰]
- تازج: تازه
- تاریخ[یادداشت ۲]
- تاساه: او را کوچک و خوار شمرد؛ تاسا: اندوه، دل‌آزردگی
- تامور: دل، خون دل، انگُم (صمغ) سرخ
- تامول: تنبول؛ درختی که هندیان برگش را با میخک و آهک می‌جوند و به آن پان می‌گویند.
- تاوه: تابه[۴۱]
- تباشیر: سپیدی[۴۱]
- تُبان: شلوار کوتاه، تنبان؛ تنب هر گونه برآمدگی و اینجا سرین است، و تنبان نگهدار آن
- تَبلیا: ابزاری برای بالا رفتن از درخت خرما
- تبوذک: فروشنده تودلی پرندگان
- تجباب: سنگ سیم که پس از یکبار گداختن کمی سیم در آن مانده باشد.
- تجفاف: تکباف؛ تنبوش آهنین؛ جامه آهنین ساخته از چند تخته نازک آهن
- تخ: شیرهٔ کنجد، خمیر ترش
- تخاتج: تخته‌ها
- تخت: صندلی؛ تخت خواب؛ جایگاه سخنرانی[۴۱]
- تخت: تخته گوشت، تخت و …[۲۴]
- تخریص: تریز؛ در «به تریز قبایش برخورد.»
- تخم ریشه و بُن مایه هر چیز[۴۲]
- تدرج: تذرو، تدروگ، تورنگ، قرقاول
- تُرّ: ریسمان کارگران ساختمان‌سازی (بنّایی)
- تربامان: گیاهی دارویی؛ ریشهٔ یونانی
- تَربُخت: اسب اخته‌شده
- تَربد: گیاهی دارویی
- تُربَه: ترب، تربچه
- ترجمان: خوابگزار، فرستاده (سفیر)
- تُرس: سپر
- تَرَشَ: ترشرویی کرد
- تَرفاش: گونه‌ای قارچ
- تَرقین: خطی که در پایان هر بند (جمله) در نامه یا نوشته‌ای می‌کشیدند؛ کاربردی مانند نقطهٔ امروزی
- تَرک: کلاهخود
- تَرکَش: تیردان
- تُرمس: گیاهی ترش‌مزه
- ترنج: ترنج؛ گونه ای میوه[۲۴]
- ترنج: ترنج
- ترمن: باقلای مصری
- تُرنجان: بادرنگبویه
- ترنجبین: ترانگبین (عسلِ تر)
- ترنوق: گل تر در کنار جویبارها
- تُرّهه: کوره‌راه؛ ج: ترّهات: سخنان پریشان؛ ترّ (ردپا و رد کشیده شدن چیزی روی زمین) + ره (کوتاه‌شدهٔ راه)
- تریاق: تریاق؛ پادزهر[۲۴]
- تریاک: تریاک[۲۴]
- تستر: شوشتر
- تَشتیوار: بسفایج
- تَشمیزَج: چشمیزک؛ چشمک؛ گیاهی دارویی برای درمان چشم‌درد
- تُفّ: چرک ناخن؛ نقطه‌های سفید روی ناخن؛ تپ: نقطه‌ای از رنگی بر رنگی دیگر
- تَفاریج: شبکهٔ کنارهٔ پلکان؛ جمع مکسر از تَفرَج (تَبرَک فارسی)
- تفال :(مفرد: تفله) آب دهان[۲۴]
- تفتون: نان تافتون (تفتان)[۲۴]
- تفسیا: انگُم سداب (گیاهی دارویی)
- تفکه: تفنگ[۴۲]
- تَفّفهُ: به او گفت تف بر او
- تَفی: خشمگین و برافروخته شد؛ از تفتیدن
- تک: تک، یگانه، یکه[۲۴]
- تَکَّ: تکیده‌شد، لاغر شد
- تکه: یک تکه خوراکی[۲۴]
- تَکّهُ: او را پاره‌پاره کرد
- تِکّه: بندتُنبان
- تلام: شاگرد زرگر
- تَلکَش: ترکش
- تِلمیذ: شاگرد
- تلّیسه: کیسه از برگ خرما
- تمبل: تنبل[۲۴]
- تُملول: گیاهی خوراکی مانند اسفناج؛ برغست
- تِنّ: کَس، تَن، پیکر، کالبد
- تنک: تنگی نفس، تنگدمی[۲۴][۴۳]
- تُنبور: کوتاه‌قد؛ تُنب (برآمدگی)+ ور: گندهٔ کوتاه؛ بادکرده
- تنبال: تنبل
- تنبل: تنبل[۴۱]
- تنبول: تنبل؛ تن+بال
- تُنک: تُنگ[۴۱]
- تَنک: تَنگی؛ آستانه ترکیدن از خشم؛ خشم فراوان[۲۴]
- تُنُک: تختهٔ نازک آهنی؛ پیت
- تِنکار: گونه‌ای فلز
- تنوره: دامن[۲۴]
- توبا: توپال؛ ریزهٔ مس و آهن که هنگام چکش‌کاری از فلز می‌پرد.
- توبال: گونه‌ای سنگ مس داروی چشم که بهترین آن از قبرس می‌آمده است؛ توپال؛ بُرادهٔ مس و سیم (نقره) و آهن
- توت: درخت توت
- توت‌الشامی: توت سیاه ترش
- توتیا: دارویی برای چشم‌درد
- تُوَّج: شهری در فارس، شهرستان شاپورخوره، ۱۲ فرسنگی دریا، شمالِ گناوه
- توخاز: فرورونده؛ توخاست
- تودری: گیاهی دارویی
- تور: کیسه؛ کیسهٔ توربافت برای بردن کاه و مانند آن
- توز: پوست درخت خدنگ
- توَی: تباه شد
- تَیک: تاک؛ طاق؛ تا
- تَیدَم: زرگر؛ شاگردان زرگر
- تیر: پایهٔ خیمه؛ تیر سقف اتاق
- تیرَه[۲۴]
- تیزاب تیزاب؛ جوهر نمک/جوهرنمک/اسیدنیتریک که برای پاک کردن به کار می‌رود.[۲۴]
- تیشَه: تیشه سنگتراشی و درودگری (نجاری)[۴۴]
- تیغ: تیغ ریش‌تراش[۴۴]
- تیغَه: دیوارجداکننده؛ دسته چاقو یا شمشیر[۲۴]
- تیغار تغار؛ ظرف خمیرگیری
- تیله: تیله؛ از تیل برابر با نقطه، نشانه، خال[۴۳]
- تیما: بیابان

### ج
- جادر: چادر؛ تنها کاربرد چادر آیین زناشویی و سوگواری[۴۳]
- جادُم: گاودم؛ گونه‌ای ساز بادی ارتشی تاریخی
- جاده: راه
- جار: همسایه
- جارکون: پوست درخت گردو؛ عربی‌شدهٔ گردکان
- جاروف: جاروب
- جاسوس: خبرچین، خبرگزار
- جالق: جوال؛ گالک: جوال خاک‌کشی که بر ستور بار می‌کنند.
- جالی: درخت اراک که از آن چوب مسواک می‌سازند.
- جام: جام، پیالهٔ شیشه، تختهٔ شیشه
- جام‌العدل: پیاله‌ای که همگی درونهٔ خود را فرومی‌ریزد
- جام‌الجور: پیاله‌ای که بخشی از درونهٔ خود را نگه‌می‌دارد
- جام‌خانه: گنجهٔ شیشه‌ای[۴۳]
- جامسه: باقلای قبطی
- جامکیه: دستمزد کارکنان کشوری؛ از «جامک» (رخت)
- جاموس: گاومیش[۲۴]
- جانباز: جانباز، ازجان‌گذشته[۴۴]
- جانبَخشان: نامگذاری ویژه‌ای در ستاره‌شمری و اختربینی
- جاورس: ذرت خوشه؛ ارزن؛ گاورس
- جاوشیر: انگُم گیاهی دارویی؛ گاوشیر
- جاوشیه: سرپرست یک گروه سرباز؛ از چاووش
- جاه: پایگاه، جایگاه، رده؛ از گاه
- جاهنبار :گاهنبار
- جای: چای (ریشه چینی)[۴۳]
- جِبز: درشت‌خو و فرومایه؛ از گبز
- جِبس: سنگدل، پست، فرومایه، ترسو
- جِبسین: سنگ گچ
- جُبّه: روپوش، بالاپوش
- جِتر: چتر
- جدر: مزد آوازه‌خوان؛ از گذر (نادان)
- جُدوار: جدوار، ژدوار؛ زد برابر انگُم (صمغ) است. ژدوار/جُدوار برابر با صمغ‌آسا، انگم‌آسا
- جُذاذ: رخت پاره
- جُراز: شمشیر برنده؛ از گراز: چوبی که با آن شبان گوسفند را راند.
- جَرامِقَه: گروهی از ایرانیان که در استان بو اردشیر (موصل) عراق نشیمن داشتند؛ مفرد:جرمقانی
- جُربان: گریبان
- جَربانه: زن بدخو و درشتگو؛ گران‌بد
- جربایه از چهارپایه؛ تخت خواب[۴۳]
- جُربُز: مرد نیرومند؛ گربز
- جرجان: شهر گرگان (استرآباد)
- جرجانیه: گرگانک؛ اورگنج مرکز استان خوارزم (ازبکستان کنونی)
- جَرجَرایا: شهری در کنار دجله نزدیک نعمانیه امروزی؛ گرگر
- جَرجَس: جرجست؛ برای لاک به کار می‌رفته تا برروی آن مُهر کنند.
- جرداب: گرداب
- جرمدانق: گرم‌دانه
- جرذق: گردهٔ نان
- جرذبان: موش بیابانی؛ گرزه
- جرذبان: گرده‌بان؛ کسی که در سفره دست بر گردهٔ نان گذارد تا دیگران نخورند؛ آزمند در خوردن
- جردب: گرده‌بان
- جرذناج: یک خوراکی؛ گردناو/ گردناگ یک جور کباب
- جُرز: گرز آهنین
- جرس: زنگ
- جرفاذقان: گلپایگان
- جُرَّق: کوزهٔ آب
- جرقه جرقه، شراره آتش[۴۳]
- جرکاه: چارگاه؛ نغمه‌ای در دستگاه راست؛ در موسیقی ایرانی کنونی دستگاهی جداگانه است.
- جرم: سرزمین گرم، گرمسیر
- جرماذق
- جَرماز: کاخی ساسانی در تیسپون؛ گرماز؛ پسوند «از» در «شیراز» هم هست.
- جرمق: گرمک
- جرمل: گرماله
- جرنبذ: گران‌بد
- جرنبده: کسی که مادرش پس از مرگ شوهر همسر گیرد.
- جرنفس: بزرگ و نیرومند از مردم و ستور (چارپا)
- جروخ: دژکوب چرخدار؛ از «چرخ»
- جروهق: گلولهٔ پشمی؛ گروهه
- جرّه: کوزهٔ آب؛ گره
- جریال: گونه‌ای مِی؛ رنگ سرخ؛ گریال
- جِریان: جریال
- جریب: جریب؛ از ریشه سریانی (؟)
- جَرین: جای مویز خشک کردن؛ از جر (شکاف) یا گری (پیمانه)
- جَزّ: گز
- جزاب: یک گیاه؛ گزبا
- جزاف: گزاف، برآورد
- جُزدان: جای کاغذ، کیسهٔ پول
- جَزَر: گزر، هویج
- جَزمازَق: دارویی گیاهی؛ گزمازوک؛ میوهٔ درخت گز
- جزیر: سخن‌چین؛ گریز (چغلی‌کننده)
- جزیه: مالیات سرانه؛ گزیت
- جَسَّ: کوک کرد؛ از «کَش»
- جِسر: پلی از چند کشتی
- جشمیزج: داروی چشم‌درد
- جَسّه: گروهی از مردمان؛ گشت
- جصّ: گچ
- جعجوله: کاکل[۲۴]
- جفنق: جفنه؛ مرغی زرد و فراخ‌چشم
- جفت‌آفرید: میوهٔ یک درخت
- جفت‌بلوط: پوست میوهٔ بلوط
- جَفر: دانش ناشناختهٔ پیشگویی سرنوشت
- جُفرَیٰ: کاسبرگ گل خرما؛ کُفرا
- جفراء: جفری
- جقل: شگال، شغال
- جک: چِک[۴۳]
- جکه: چکه، قطره[۴۳]
- جُلّ: جل اسب و استر؛ گل سرخ
- جُلاب: گلاب[۲۴]
- جُلّار: گلار (گل‌آور)؛ گلستان، باغ
- جَلبانه: جربانه؛ چرپانه
- جلْبَنانه: جربانه
- جُلبان: گلبن
- جلبهنک: گیاه دارویی
- جلجل: چند زنگوله به هم پیوسته
- جلجلان: گونه‌ای زهر
- جُلسان: گلشن
- جلستان: گلستان
- جلفاط: کلفات؛ میخ یا ریسمان برای دوختن تخته‌های تنهٔ کشتی
- جُلفُت: سیب ترش
- جُلفَر: گلپر
- جلفق: درآبزون، اتاق چوبی؛ کلبک؛ کلبه
- جُلَق: گل سرخ، گلَک
- جُلنار: گلنار؛ گل انار[۴۳]
- جلنجبین: گل‌انگبین
- جُلنبوب: گل+ انبوب (نی)
- جلنجوج :پودنه بیابانی
- جلنجونه: شعار ایرانی
- جُلندی: بدکاره؛ گلنده برابر ب روسپی
- جلنده: جلندی
- جلنسرین: گل نسرین
- جلوز: نگهبان فرماندار؛ جلویز
- جُلاحِق: گلولهٔ فلاخن؛ گروهک
- جُمار: دل درخت خرما؛ مغز سر درخت خرما؛ پنیر خرما
- جمان: دانه گرد از سیم ساخته شده به سیمای مروارید؛ از «گمان»؛ مرواریدنما
- جمجه: چمچه (کمچه/کفچه)؛ قاشق[۴۳]
- جَمدار: جامه‌دار؛ آینه‌دار شاه
- جَمسفَرَم: جم+اسپرم؛ ریحان سلیمانی
- جَمَشت: سنگی زیبا و کم‌بها سرخ یا کبود؛ گمست
- جَمهوری: نبیذ انگور سه‌ساله، شراب مستی‌آور
- جَمین: ابزار کوتاه کردن مو؛ قیچی
- جَنابذ: گناباد
- جُناود: گناباد
- جَنّابه: گناوه
- جُناح: گناه، پروا
- جناغ: هلال قلتاق زین
- جُنبَج: گندهٔ بلند
- جنفج: جنبج
- جنبخ: جنبج
- جنبذ: گنبد
- جنبذالرمان: گلنار پیش از شکفتن
- جند: لشکر؛ از «گند» در گندآور (سپهسالار)
- جُندار: شهربان
- جندبادستر: تخم سگ آبی
- جندره: خط راهنما روی زمین برای کندن پی ساختمان؛ نقش جامه
- جندی‌سابور: گندی‌شاپور
- جَنزار: زنگار
- جنزیر: زنجیر
- جُنک: ساز چنگ
- جنکال: چنگال[۴۳]
- جَوارِش: گونه‌ای حلوا؛ از «گوارش»
- جوارش‌الملک: یک نوشینهٔ پزشکی؛ خسروگوارش؛ گوارش شاهگان
- جوارش‌العود: گونه‌ای گوارش که در آن عود هندی به کار می‌رود.
- جوارشنات: گوارشها
- جوازق: کوازه؛ هاون چوبین و سنگین
- جوبار: جوی آب
- جویبار: جوبار
- جوبانان: گوپانان؛ از «گاوپان»؛ چرانندهٔ گاو
- جوجه[۴۳]
- جوخ: کندال، گودی
- جوخان: چرخشت خرما
- جؤذر: بچه آهو، کُرهٔ گاو کوهی
- جور: شهر گور؛ فیروزآباد فارس
- جورَب: جوراب[۲۴]
- جورق: شترمرغ نر؛ گورگ
- جورَه: گودال، کندال؛ گوره
- جوز: گوز؛ گردکان
- جَوزاب: گوزاب؛ خوراکی از گوشت و برنج و نخود و گردکان
- جوزاهنج: دارویی هندی
- جوزجان: گوزگان؛ از روستاهای بلخ
- جوزجانان: جوزجان
- جوزجنیا: گیاه دارویی؛ گوزگیاه
- جوزجندم: چیزی سیاه میانه گیاه و خاک؛ گوزگندم
- جوزق: پنبه؛ گوزگ، غوزگ؛ کاسبرگ بوتهٔ پنبه
- جوزماثل: میوه‌ای دارویی
- جوزه: یک نوش‌آب
- جوزهر: گوزهر؛ زبانزد اخترشناسی
- جوزینق: حلوای گردو
- جوزینج: جوزینق
- جوسَق: کوشک
- جوشن: زره بافته از زنجیره‌های کوچک
- جوق: جوخ؛ دسته و گروه
- جوقه: جوخ
- جَون: رنگ
- جوهر: سنگ گرانبها؛ گوهر
- جهاره: خوش‌اندامی؛ چهره
- جهانه: کنیزک؛ کهانه
- جهبله: زن زشت؛ کهبل، کهبله
- جهرمیه: پارچه‌ای کلفت بافته در شهر جهرم
- جهنم: دوزخ؛ از جهنم و جهان (چاه ژرف)
- جهبذ: صراف ماهر؛ گهبذ (گنجور و سررشته‌دار در دوره ساسانی)
- جهبر: شیر ماده؛ هژبر
- جهر: چهره
- جهنام: چاه عمیق
- جیدر: جیتر
- جیتر: مرد کوتاه و کوچک؛ از «کهتر»
- جیدری: جیتر
- جیدران: جیتر
- جعدر: جیتر
- جعدری: جیتر
- جیدار: درختی است.
- جیرون: چراغ؛ جرونده
- جیسران: گونه‌ای خرما
- جیلان: گیلان
- جیومرت: کیومرث
- چارک: چارک، چهاریک، چهاریکم؛ بیشتر برای ربع ساعت کاربرد دارد.[۲۴]
- چارکاه: چهارگاه؛ دستگاهی در موسیقی برابر با دستگاه چهارم[۲۴]
- چاره: چاره، راهکار[۲۴]
- چاک: گشودگی سه گوش در دو سوی قبا[۲۴]
- چرپایه: چارپایه، چهارپایه[۲۴]
- چرخ: نام دسته ای از ابزارهای گِرد در دوران مغول[۲۴]
- چرغد: چارقد؛ یک گونه روسری زنان برای نماز و کهنسالان[۲۴]
- چهار: چهار[۲۴]
- چهره: چهره، سیما، ریخت[۲۴]

### ح
- حب
- حب
- حباری
- حبانه
- حربا
- حربیش
- حربش
- حرفش
- حربشه
- حجاز
- حسوودار
- حسینی
- حرز
- حسک
- حندقوق
- حوزان

### خ
- خاتون: خاتون (از ریشه سغدی)[۴۵]
- خارخار: دغدغه[۴۶]
- خارصینی: ماده‌ای در کیمیاگری؛ گازی بسیار گریزان که آن را تیر (عطارد) نامیده‌اند.
- خاروک: خارک، رطب نارس
- خاروج: خارک
- خازباد: درد گلو؛ خاست‌باد
- خاقان:
- خاک: خاک[۴۵]
- خال: نشانه در تن
- خام: خام[۴۵]
- خامیز: خوراکی است.
- خان: خانه[۴۵]؛ کاروانسرا؛ خانه‌های چترنگ (شطرنج)
- خانقاه: خانگاه
- خانکاه: خانگاه[۴۵]
- خوانک: جمع مکسّر از «خانک»
- خانه: مقع آواز چه در زیر چه در بم
- خبا: چادر پشمی
- خبیاری: خایه‌بار، خاویار؛ تخم ماهی
- خبازی: گل آفتابگردان
- خَبَیزی: خبازی
- خبجر: شکم‌گنده؛ کُپه‌گر
- خبعتن: نیرومند و استوار؛ خبوه‌تن
- خَتلَ :فریب داد؛ فریبکاری
- خجسته: نام چند زن حدیث‌دان اصفهانی در کتابهای طبقات محدّثان
- خُداینامه: شاهنامه؛ خداینامگ
- خدرنق: جولاهک
- خدنک: خدنگ
- خدیو: بزرگ، وزیر
- خُدعوبه: پارهٔ کدو؛ کدوبا (خورشت کدو)
- خراج: مالیات کشاورزی
- خراطین: گونه‌ای کرم سرخ که کوبیدهٔ آن مرهم زخم بوده.
- خرافه: افسانه، هر سخن بی‌پایه؛ از «خرفت»
- خَربز: هندوانه
- خربزی: خربوز
- خربشت خرپشته؛ اتاقک بالای پلکان در پشت‌بام
- خربق: گل‌گاوزبان
- خربندیه: خربندگان؛ کرایه‌دهندهٔ خر
- خربوز: خربزه، هندوانه
- خربوزه: خربوز
- خربیل: زن کودن، پیرزن وارفته؛ خربال (بدقواره و سست اندام)
- خرج: کیسه‌ای از گلبن برای بار کردن بر ستور
- خَرخره: صدای بلند دم زدن در خواب
- خَرّد: دختر خردسال
- خرداذی: گونه‌ای مِی؛ از «خرداد»
- خَردَق: خرده و تکه هر چیز
- خردل
- خرده[۲۴]
- خَردیق: خوردنی؛ خَوردیگ هم‌قالب با شهریگ (شهری)
- خَرَشَ: خراشید؛ از «خراش»
- خرشوم: بینی پیش‌آمده از کوه
- خِرص: برآوردِ بارِ درخت خرما پیش از برداشت
- خِرص: خرس
- خَرطال: قرطمان؛ خر (بزرگ) + تار
- خرفج: شاخ نورستهٔ درخت؛ از «خپچه»
- خرفع: خرفه؛ پرپهن
- خرفیٰ: سیمای شکسته دیگری از خرفه؛ تخم جلبان
- خُرّق: خوره، خورگ؛ همان که امروزه «فره» می‌گوییم
- خرکاهات: خرگاه‌ها
- خرکوس: خرگوش؛ گیاهی دارویی
- خُرَّکی: کودن، خَرَکی[۲۴]
- خَرّم: گیاهی دارویی؛ از «خُرم»
- خرّمه: گیاهی مانند لوبیا با گلی کبود و خوشبو
- خرّمیّه: پیروان بابک خرمدین
- خُرَنباش: گونه‌ای ریحان
- خروش: خروش[۴۵]
- خریش: ریشخند، مسخره کردن[۴۵]
- خریطه: کیف جای نامه‌ها؛ در زبان امروزی عربی: نقشه
- خز: پارچهٔ ابریشمی، پارچه پشم و ابریشمی
- خَزَرانق: خزرانگ؛ پارچه‌ای از سرزمین خزران در بالای دریای خزر
- خزامی: گلی دشتی و بسیار خوشبو
- خُزمیان: سگِ آبی
- خُسروانی: شاهانه؛ حریر؛ ترانه؛ باده
- خَش: خوش؛ کاربرد آری و خوب دارد
- خَشاب: خوش‌آب؛ آب خوب و آمادهٔ کشتیرانی؛ منجنیق‌مانندهایی که در آبگینهٔ آن چراغ می‌افروختند و از کهن‌ترین فانوس‌های دریایی باستانی‌اند.
- خُشاف: خوش‌آب؛ میوهٔ جوشانیده در آب شکر (همان کمپوتِ فرنگی)
- خِشت: ابزاری جنگی؛ نیزهٔ کوچکی که با حلقه‌ای ابریشمی بر انگشتِ نشانه بسته و می‌توان آن را از نزدیک به‌سوی دشمن پرتاب کنند.
- خشتَق: تکه پارچه‌ای که زیر بغل پیراهن دوزند.
- خشخاش: گیاهی که از آن افیون گیرند.
- خشخاشیه: گونه‌ای خوراکی که در کتاب‌الطبیخ آمده.
- خَشسپرم: خوش‌اسپرم؛ شاه‌اسپرم
- خَشکار: آردی که نخالهٔ آن گرفته نشده؛ خاگینه؛ یک گونه نان
- خُشکنانَج: گونه‌ای نان روغنی؛ خشک‌نانگ
- خشکنجبین: خشک‌انگبین؛ عسل خشک
- خشکه: هر چیز خشک[۴۵]
- خَشنام: خوش‌نام
- خشنشار: خشن‌سر؛ مرغ سپیدسر
- خُشنوج: پنبه‌دانه
- خَطل: سخن بیهوده؛ ختل
- خُفت: گیاه سداب
- خِفتان: جامهٔ جنگ؛ گژاکند (قزاکند)
- خُفتَق: کابوس، شب‌زدگی؛ خفتگ
- خلخال: خروش[۴۵]
- خلّر: دانهٔ ماش؛ گندم رومی
- خلنج: چوب تیره رنگ با لکه‌های سیاه؛ خلنگ
- خلنجی: دورنگه
- خلنجیات: برابر فرهنگستان دمشق برای Ericaceae راسته‌ای از ۵۰ خانواده (تیره) و ۱۳۵۰ گونه
- خلنجیه: گونه‌ای کاسه چوبی از خلنگ از شهر کیماک در فرارود
- خلیج، شاخاب، از garika[۴۷]
- خُمّ: قفس جوجه
- خِمار: روسری زنانه؛ از «خُمار»
- خُماهن: دارویی از گونه‌ای سنگ آهن
- خنجر: تیغ کوتاه؛ از «خنج زدن» (با ناخن یا نوک چنگال زخم زدن یا خراشیدن چیزی)
- خِنخِم: گیاهی با خارهای نازک چسبنده
- خندریس: گونه‌ای شراب؛ کندریش
- خندق: کندک، کنده[۲۴]
- خنذبان: بدزبان؛ از «گندبان» (بدبو)
- خندله: تنومند؛ «کندواله» (مرد خوش‌اندام)
- خنذیذ: کمربلند، دلیر، سرایندهٔ خوشگو؛ از «گندواز»
- خندلس: شتر پرگوشت چاق؛ «کندله»
- خنفج: خُم کوچک
- خنیاکرین: خنیاگر
- خنیفقان: خناپگان؛ نام روستایی نزدیک فیروزآباد فارس
- خواجا: خواجه، بزرگ
- خُوار: پست و ناتوان؛ «خوار»
- خوامز: لایهٔ نازک گوشت نپخته
- خوان: سفره، سینی بزرگ
- خوب: خوب؛ خُب، بسیار خوب[۲۴]
- خوذه: کلاهخود
- خُوَر: شاخه از دریا
- خورنق: خورنگاه[۴۵]
- خوش: زیبا، خوب[۲۴][۴۵]
- خولنجان: گیاهی دارویی؛ ابزار (چاشنی) برای خوراک
- خوند: آقا، بزرگ؛ سبک‌شدهٔ «خداوند»
- خیار: خیار
- خیارشنبر: خیارچنبر
- خیال: از «خولیا»
- خید: سبزه؛ از «خوید»
- خیر: نیکی و برتری چیزی بر چیزی
- خیری: گلی زردرنگ؛ همیشه‌بهار
- خیزران: نی توپر هندی
- خیسفوج: پنبه‌دانه؛ خیشفوج
- خشفوج
- خیش
- خیم

### د
- دأب: داب
- داثا: کنیز؛ داه، داو؛ دادک، دادا، دادو
- داج: تاریکی
- ذادَ: او را راند، وی را دور کرد
- داراسج: ترخون (عاقرقرحا)؛ چوبی برای رنگامیزی
- داجیراج: گونه‌ای خوراکی
- دادا: برادر (از ریشه ترکی)[۴۸]
- دادی: دانه‌ای دارویی
- داذی: گونه‌ای خرما؛ زادی؛ میِ ارزان فرآورده از همین خرما
- دارابجرد: دارابگرد
- دارشاه: اکلیل‌الملک؛ گیاهی دارویی
- دارشیشغان: ریشهٔ سنبل هندی
- دارصینی: دارچینی
- دارفلفل: دانه‌ای دارویی؛ فلفل سفید
- دارکیسه: درخت پشه
- داره: هالهٔ ماه
- داری: زمانی بزرگ‌ترین بندر در غرب خلیج‌فارس
- دارین: داران؛ شهری در بحرین بوده
- داشن: مزد، دستوان
- داغَه: گرما او را تباه کرد..
- دالج‌ابروج: دانهٔ امرود جنگلی، انچوچک
- داموق: گرم‌شده، تب‌دار؛ دموگ (دم‌کرده)
- داناج: داناک، دانا
- دانش: دانش[۴۸]
- دانق: دانگ، دانه؛ دوانقی جمع شکستهٔ همین واژه برابر با «خرده‌بین»، برنام خلیفهٔ عباسی منصور دوانیقی/دوانقی است.
- دایجانه: شیشه بزرگ شکم‌گشاد گردن‌تنگ
- دایه: ماما؛ مادر شیرده
- دبّا: کدوتنبل
- دبّوس: گرز آهنی؛ اتاقک پشت کشتی؛ از دب (هر چیزِ برآمده)
- دبه: دل (هر چیز شکم‌برآمده)
- دبداب: غوغای دهل و تبل؛ از «دب»
- دبدبه: آوای تبل وکوس
- دبرج: نقش
- دَبّوق: یک‌جور بازیچهٔ کودکان؛ دبوگ (وابسته به دب)
- دجر: لوبیا
- دجله: دجله؛ نام رود دیاله نیز سیمای دیگری از همین نام است؛ تیگره (تیز)
- دجه: سیاهی و تاریکی
- دجبج: همان دجه
- دجوجی: دجه
- دیجوج: دجه
- دجنه: دجه
- دجنی: دجه
- دُجَیل: کارون؛ دجلهٔ کوچک
- دختنوس: دخت‌نوش؛ دختر دلپسند
- دخدار: تخت‌دار؛ گونه‌ای پارچه
- دخریص: تخت‌ریس؛ تخت‌ریز؛ تخت‌ریج؛ گونه‌ای پارچه
- درابج: درآمدن از راه نهانی به خانه؛ دریچهٔ بزرگ در دیوار خانه، از دربچ (در کوچک)
- درابزون: شبکهٔ چوبی یا تجیر کنار پلکان
- درابزین: همان درابزون
- دُرّاج: پرندهٔ نامدار؛ از «تراج»
- دراسج: گونه‌ای لبلاب
- درانج: راه پنهانیِ ساختمان؛ درونک
- درابج: همان درانج
- درونج: درانج
- درب: خیابان در شهر، راهرو خانه، راه تنگ میانهٔ کوهستان؛ سبُک‌شدهٔ واژهٔ «دربند»، مانند «دربند قفقاز» (باب‌الابواب) و «دربند خوار» در «ری»
- دربان: دربان
- دربانیه: گاوی با سم و پوست نرم
- دربزین: درابزین
- دَرج: کیف کوچک ابزار آرایش زنان
- درداب: آوای تبل؛ نام‌آوایی که در هر دو زبان کاربرد داشته
- دردار: آوای تبل؛ دارودار؛ نام‌آوای صدای تبل
- دَردَبیس: پیرزن بدگِل
- دَردی: درد ته ظرف سرکه و شراب
- درز: فرهنگستان دمشق، برابر Chalaze: در زیست‌شناسی تارهای پیوند دو اندام مانند تارهای زردهٔ تخم‌مرغ
- درزی: جامه‌دوز، دوزنده، پارچه‌دوز؛ از درز (شکاف؛ ترک)
- مُدَروَز: گدای دروازه؛ گدای ره‌نشین/ درنشین؛ از «دروازه»
- درفاس: درفش
- درفس: درفش، پرچم بزرگ، شیر
- درقه: درک؛ در کوچک، راهرو کوچک آب
- درکاه: درگاه؛ دربار، درِ خانه
- درکون: ترگون، ترک بند، فتراک
- دَرماء: خرگوش
- درامه: همان درماء
- درمه: درماء
- درمق: خاک نرم
- درمک: گونه‌ای نان، آرد سفید
- درموک: قالیچه
- درنوک: قالیچه
- دروازه: دروازه[۴۸]
- دَرواسنج: افزونهٔ پیشانی کوهه زین؛ درواسنگ/درواسنه
- دَروزن: گزارش کارشناس کشاورزی که در آن دستاوردِ پیمایشِ یک کشتزار نشان‌داده‌شده است.
- دروغ: دروغ
- دره:
- درهره
- درهم
- دریاجه
- دریاق
- دریاقه
- دریج
- دریجان
- دریجه: دریچه[۴۵]
- دزداز
- دزفول: دژپل؛ شهری در خوزستان
- دسار
- دست
- دستاران
- دستان
- دستانه
- دستبان
- دستج
- دستجه
- دستخاز
- دستورد: دستمال دست‌پاک‌کنی؛ دست‌آورد
- دستوریه
- دسکره
- دستنفویه: دستنبو، گونه‌ای خربزهٔ خوشبو
- دستبشار
- دستوا
- دستوان
- دستیج: دستی، دستیگ
- دستینج: دستینه، دستینگ
- دشمان
- دعثر
- دعا: از ذوا
- دزکام
- دعکسه
- دغثر
- دغل
- دغوه
- دف
- دفتر، دیوان، از دفتر[یادداشت ۳][۴۹]
- دکان
- دکه
- دلق
- دمادم
- دماء
- دمار
- دمقه
- دمل
- دمق
- دمه
- دند
- دنقری
- دنقه
- دواج
- دوادار
- دواداو
- دوال
- دوانج
- دوادم
- دودم
- دودو
- دورق
- دوزان
- دوسر
- دوشاب
- دوسک
- دوغباج
- دوق
- دوکاه
- دول
- دولاب
- دولج
- دوینج
- دهانج
- دهامج
- دهبرج
- دهقان
- دهلیز
- دهمانیه
- دهمج
- دهنج
- دهید
- دیابوذ
- دوابود
- دیباج
- دیباجه
- دیبق
- دیجور
- دیدب
- دیدبان
- دیدیون
- دیزج
- دیسق
- دیصانیه
- دیقان
- دیک
- دیم
- دیمه
- دین، کیش، از دین از اوستایی daēnā
- دینار
- دیوان، دیوان-اداره، از دیوان
- دیودار

### ر
- راتینج
- راتینجی
- راختج
- راد
- راز
- رازقی
- ربرق
- رازینج
- راست
- راسخت
- راسن
- راقود
- رام
- رامق
- رامک
- راموز
- رامه
- رامهران
- رامیش
- رانان
- رانج
- راوند
- راووق
- راه
- راهوی
- راهی: گسترده، پهن[۵۰]
- رباب
- ربد
- ربیان: اربیان؛ گونه ای خرچنگ دریایی[۲۰]
- ربغ
- رخ
- رخت
- رخام
- رخمه
- رزار
- رزیر
- رزدج
- رزدق
- رزمه
- ربزمه
- رستاق
- رسته: راسته[۵۰]
- رسن
- رشدیه
- رشک
- رصاص
- رصد
- رضاب
- رطل
- رطی
- رف
- رفیس
- رمق
- رند
- رنده: رنده (پرکاربرد)[۵۰]
- رنف
- رنقه
- رواج
- رواصیر
- روبازرک
- رود
- راده
- رودک
- روذق
- رواذکه
- روذراور
- روزکاری
- روزنامه
- روس
- روسختج
- روشن
- روشنابا
- روشم
- روط
- رومقان
- رونق
- رهبان
- رهج
- رهشی
- رهص
- رهنامج
- رهوان
- رهیانج
- ریال
- ریباس
- ریواس
- ریباسیه
- ریرق
- ریز: ریز[۵۰]
- ریش
- ریغ

### ز
- زاب: زاب (پرکاربرد)[۵۰]
- زاج:[۵۱] زاگ/زاج
- زاذ: خرمای آزاد
- زاغ:[۵۲] گونه ای کلاغ
- زبازب:[۵۳] جِ زبزب
- زبان:[۵۴] زبان
- زُبانَی:[۵۵] دو ستاره صورت فلکی کژدم با نام زبانی
- زَبانیه: جِ زبانی: وابسته به زبانه آتش؛ دوزخی
- زبب:[۵۶] کفی که از پرچانگی بر گوشه لب بسته شود.
- زبرج:[۵۷] زیب رنگ: هر آرایشی از جواهر و نقش و زر
- زبرجد:[۵۸] سنگ بهادار نامدار
- زبردج:[۵۹] زبرجد
- زبرقان: زبرگان؛ نام مردانه در زمان ساسانیان[۶۰]
- زبزب:[۶۱] کشتی کوچک
- زبغر: زغبر؛ گیاهی خوشبو که در کتابهای پزشکی آن را مرو سفید دانسته‌اند.[۶۲]
- زبنیه: ج: زبانیه: مردم سرکش و دیو[۶۳]
- زمان: زمان[۶۴]
- زبون: پست[۶۳]
- زجّ: زک؛ تیغه نیزه، بن نیزه؛ پیکانی با ناوک ساخته از استخوان یا شاخ[۶۵]؛ همریشه با سک زدن (سیخونک زدن)
- زجوک: تخم کشوت؛ گیاهی دارویی[۶۶]
- زجل: زنگوله[۶۷]
- زخ: زخم[۶۵]
- زخم: تباهی گوشت[۶۸]
- زَخمَه: زخمه، مضراب[۶۹]
- ذریب: گل زرد و کبود آذربایجانی،[۷۰] دگرگون شده زریاب[۷۱]
- زدوار: جدوار؛ گیاهی دارویی توان افزا[۷۲]
- زرابیّ: جِ زربَی
- زرابیل: جِ واژه زربول
- زراق: گدای دروغی[۷۳]
- زرآوند: گیاهی دارویی[۷۴]
- زرآوندی: یک جور نمک از گونه بوره[۷۵]
- زرآوندیات: خانواده گیاهان گونه‌های زرآوند[۷۶]
- زربول: زیور ساق پا مانند خلخال؛ از فارسی زرپول[۷۷]
- زربَی: پارچه ابریشمی (زرباف)؛ گل زرد (زریاب)[۷۸]
- زَرَت: زرشک[۷۹]
- زرتک: آب گلرنگ؛ آب زعفران[۸۰]
- زرج: در عربی: مست: برگرفته از واژه زرجون[۸۱]
- زرجون: زرگون: شراب طلایی رنگ[۸۲]
- زَرَد: زره بافته از حلقه ها[۶۳]
- زردج: گلرنگ؛ عربی شده زردک[۸۳]
- زردمه: زردابه، صفرا[۸۴]
- زردَی: زرده؛ گونه ای شیرینی از برنج و عسل مانند شله زرد[۸۳]
- زُرفین: زلف[۸۵]
- زُرَّق:[۸۶] چرخ، چرغ، چرک[۶۵]؛ باز نرینه[۸۷]
- زرکشه: زرنشان، زراندود[۵۰]
- زَرکَشی: گوشه ای در موسیقی میان رهاوی و حسینی[۸۸]
- زرکشیات: گونه از خوراکیها با سرشت گرم (برپایه پزشکی کهن)[۸۹]
- زرمانج: لباده پشمی[۵۸][۹۰]
- زرمانقه: لباده پشمی[۸۶]؛ گرمانگه
- زرنب: درختی خوشبو[۶۵][۷۸][۹۱]
- زرنباد: گیاهی دارویی[۹۲][۹۳]
- زرنبوک: نام گیاهی است.[۸۳]
- زرنقه: از زرنه: رخت پوشیدن، آراستگی بسیار[۸۶]؛ از زرنک: نو؛ گل گاومیشه[۶۵]
- زرنوق: ابزار آبکشی از چاه و جوی برای آبیاری زمینهای بلند[۹۴]
- زرنیق: زرنیخ[۶۸][۸۴]
- زرنوق: نگاه شود به زرنیق
- زرنبوری: گیاهی دارویی[۹۵]
- زرو: آب گلرنگ[۹۶]
- زری: مرد بی‌ارزش، بی آبرو[۹۷]
- زریاب: هر چیز زرد رنگ[۹۸][۹۹]
- زریر: گیاهی برای رنگامیزی[۶۵][۸۳][۱۰۰]
- زُط: کولیهایی که در زمان بهرام گور به ایران آورده شدند. جُت‌ها در هندیجان (هندگان) ماندگار بوده و در دوره عباسی در مردابهای جنوب عراق راهزنی نموده و سرکوب شده؛ گروهی به شام رانده شدند.[۱۰۱]
- زعبج: ابر نازک[۸۴]
- زعتر: گیاه خوشبو و تند[۱۰۲]
- زغرور: نام درختی است[۶۵][۱۰۳]
- زغرب، زرغب: بسیار آب، در خوراکها
- زغل: دغل[۹۰]
- زغیر: تخم کتان[۶۵][۱۰۴]
- زفت: قیر[۶۸]
- زقّ:[۱۰۵] زیر لب و گنگ چیزی گفتن[۶۵][۱۰۶]؛ خیک شراب و سرکه
- زقاق ج: ازقاق: چکاو (چکاوک)؛ فاخته[۱۰۷]
- زقله: زاغر؛ چینه دان مرغ[۹۷]
- زَکور: تنگ‌چشم و دزد[۱۰۸]
- زلابیه: خمیری که در پیه یا روغن سرخ گردد و در شیره بسته شود؛[۶۸] زولبیا[۸۴]
- زلال: آب خوشگوار و خنک[۹۷]
- زلوبیا: زولبیا[۵۰]
- زلیّه: زیلو؛ گونه ای فرش پنبه ای[۱۰۹]
- زمّ ج: زموم: روستاهای کردان به‌ویژه در سردسیر[۱۱۰][۱۱۱][۱۱۲]
- زماج: یک گونه پرنده شکاری[۵۸]
- زمان ج: ازمنه: زمان، روزگار[۱۱۳]
- زُماورد: نگاه شود به واژه بزماورد[۸۴]
- زمج: پرنده شکاری[۱۱۴][۱۱۵]
- زمجَرَ: در سرنا دمید؛ از دَمگَر فارسی[۱۱۶]
- زمجَی: دمچه پرنده[۱۱۴]
- زمُرُّد: سنگ سبز بهادار نامی[۸۴]
- زُمرُد: نگاه شود به زمُرُّد
- زَمِرّده: زن مردنما[۱۱۷]
- زمزمه: زیر لب چیزی را خواندن چنان‌که درست شنیده نشود[۶۸][۱۱۸][۱۱۹]
- زمهریر: جای بسیار سرد؛ همریشه با زم، زمستان، شمیران، سمیرم، سمیران (نام کوهی در سیراف کهن)[۱۲۰]
- زنّ: دوسر؛ گونه ای گیاه که در گندمزارها می‌روید[۶۵]
- زُنابه: دنباله کژدم (عقرب)[۶۸] از واژه دنب (دم) در فارسی
- زُنّار: گستی[۶۸]
- زنانی: مردی با رفتار زنانه
- زنبا: گیاهی دارویی رسته در ری[۱۲۱]
- زنبار: گیاهی دارویی[۱۲۲]
- زنبری: مرد گنده دیدجنب، گونه ای کشتی[۶۸]
- زنبق: گل زنبق[۱۲۳]
- زنبقیات: فرهنگستان دمشق آن را برابر با خانواده Liliaceae که خود واژه فرنگی از لاله فارسی گرفته شده است[۱۲۴]
- زنبل: مرد کوتاه[۶۸]
- زنبیل: زنبیل (پرکاربرد)[۵۰]
- زنج: زنگ؛ سازی خراسانی با هفت سیم مانند چنگ
- زنجار: زنگار[۶۸][۱۲۵]
- زنجبیل: زنجبیل
- زنجبیلیات: برابر نهاده فرهنگستان دمشق برای خانواده Zingiberaceae
- زَنجَفر: گل ارمنی، خاک سرخ[۶۸] زنگ بر (بَرنده زنگ) دچار تصحیف شده است.
- زَنجَلج: زنگله (زنگ + لگ)[۱۲۶]
- زنجیّ: زنگی، سیاه آفریقایی
- زنجیر: زنجیر
- زندنجی: زندنگی، پارچه ای بافته در فرارود (ورداورد/ماوراءالنهر) که در سرتاسر خاورمیانه خریدار داشته است
- زندبیل: فیل ماده؛ فیل بزرگ[۶۵]
- زندیق: زندیک[۱۲۷]
- زنفلیجه: زنبیل کوچک؛ زنبالچه[۵۱]
- زینفلیجه: ضبط دیگری از زنبالچه
- زنفالجه: نوشتاری دیگر از زنبالچه
- زنق: همان که در ذوزنقه هم هست؛ زنخ[۶۸][۱۲۸]
- زنکوله: زنگوله؛ مقامی در موسیقی[۱۲۹]
- زنمَردَة: نرمادگی، همراهی ویژگیهای زنانه و مردانه در کسی
- زنهر بعینه الیّ: به من چشم درانید، تیز به من نگریست، کاسه چشم برون کرد[۱۳۰] از زنهار فارسی
- زَوالی: زابلی؛ زبانزدی در موسیقی[۱۳۱]
- زُوان: تخم کتان[۱۳۲]
- زوبین: نیزه کوتاه[۱۳۳]
- زود: زود فرمان به شتافتن (شتاب کردن)[۱۳۴]
- زور: نیرو[۵۱]
- زورق: قایق[۶۵][۸۴] کلاه بزرگ درویشان
- زوفا: گیاهی دارویی[۱۳۵]
- زَون: نام یک بت بودایی با چشمان یاقوت که مسلمانان از شهر بست افغانستان به تاراج بردند[۵۱][۱۳۶]
- زَوَن: کوتاه و کوچک[۱۳۷]
- زوک: نگاه کنید به واژه زونکل
- زونزک: کوتاه
- زَونکَل: مرد کوتاه[۱۳۸]
- زوش: بنده خشمگین و پست[۱۳۹]
- زونه: زن بالغ
- زه: به[۱۴۰]
- زهرج: زهره؛ دارویی که از شیره زرشک گرفته می‌شود[۱۴۱]
- زهره: هر داروی زهرآگین/زهرآلود (سمی)[۱۴۲]
- زهزه: به به گفتن[۱۴۳]
- زیّ: شیوه در رخت و آرایش[۱۳۸]
- زیبق: ژیوه[۱۴۴]
- زیج: ریسمان ساختمان سازی[۱۴۵]
- زیج الهزارات: زیج هزاره ها[۱۴۶]
- زیر: تار نازک ساز در برابر بم[۱۴۷]
- زیرافکند: پایه ای در موسیقی[۱۲۹][۱۴۸]
- زیرباج: آش زیره؛ زیربا[۱۴۹]
- زیک:[۶۸] زیگ؛ دانه‌های ریز گوهر که دور گوهر بزرگی نشانند؛ ریسه پارچه دور گریبان پیراهن
- زَیلو: (ج: زلالیّ، زوالیّ) زیرانداز زیلو[۱۵۰][۱۵۱]

### س
- ساباط: کوچه سرپوشیده
- سابابی: هر رنگ دارای خالهای سیاه و سفید، برگرفته از نام سار
- سابورخاست: شاپورخواست
- سابری: شاپوری؛ پارچه نازک؛ گونه‌ای شراب؛ یک گونه خرما
- سابس: شادباش؛ نام شهری در جنوب شرقی عراق
- سابیزک: سابیزک
- ساتل: گیاهی دارویی
- ساج: درختی با کاربرد در کشتی‌سازی
- ساجور: سگ‌گیر؛ چوبی گردن‌آویز سگ
- ساجه: پیشخوان صراف
- ساده: ساده (پرکاربرد)[۵۰]
- ساذج: ساده/سادگ
- ساربانین: شتربانان
- ساز: ترانه ابزار نوازندگی
- ساسم: کاکم/کیکم؛ چوب درختی سیاه
- ساطور: ساتل
- سالوس: چالوس
- سالوس: (ج: سالوسة) دورو، دودوزه‌باز
- سالوش: چالوس
- ساماب: گیاهی سردسیری به رنگ زرد
- سامه: سیم (نقره)
- سأو: میهن، نشیمنگاه؛ از «سو» در فارسی
- سأیة: سایه، سایه‌بان
- سبادره: شب‌روان، ولگردان
- سِبِت: شبت، شوید، سبزی خوردنی
- سَبَج: سیاهی؛ از شبگ، شبه؛ سنگی سیاه که هر چیز سیاه را به آن ماننده می‌کردند.
- سبخ: رهایی از چیزی، آزادی از بیماری؛ از «سبک»
- سبَخه: زمین نمکزار؛ از سرخ (نمک)
- سبذ: سبد
- سفط: سبد
- سبره: سباروک؛ کبوتر
- سبنجونه: شبنگونه/شبانگونه؛ یک گونه پوستین، جامه شبرنگ
- سبی: جامه قیراندود؛ از «شبه»
- سَتّ: فریب و نیرنگ؛ از «ستاوه»
- ستاره: پرده پیشاپیش درگاه
- ستا: نغمه‌ای در موسیقی
- سَتّور: یک گونه زره
- سُتّوق: سه تو/توک، سه لایه
- سَتّی: خاتون
- سجلاط:
- سجن
- سَجیل: سنگین[۵۰]
- سِجّیل
- سجیه
- سخ
- سخاخ
- سخت
- سختور
- سخر
- سختیان
- سخط
- سدق
- سدیر
- سذاب
- سذابیات
- سذر
- سراء
- سراب
- سراه
- سراج
- سرادق
- سرایه
- سربال
- سرج
- سرجین
- سرجون
- سرخس
- سرخوب
- سرداب: سرداب (پرکاربرد)[۵۰]
- سردار
- سرشف
- سرق
- سرقع
- سرقه
- سرم
- سرمدی
- سرمق
- سرموزه
- سرموج
- سرن
- سرو
- سری
- سطل
- سغدیه
- سفار
- سفاسک
- سفتجه
- سفجه
- سفره
- سفساف
- سفسیر
- سفلقه
- سفید
- سفیقه
- سقمونیا
- سکباج
- سکان
- سکبینج
- سکرجه
- سکردان
- سکه
- سکنجبین
- سلبند
- سلت
- سلک
- سلجم
- سلحفاه
- سامک
- سلوقیه
- سماق
- سماقیه
- سمانی
- سماهیج
- سمرج
- سمره
- سمسار
- سمسق
- سمق
- سمن
- سمنجونی
- سمند
- سمنون
- سمور
- سمیذ
- سمیق
- سنباذج
- سنبک
- سنبل
- سنبوسج
- سنبوسه: سنبوسک، هر چیز سه گوش[۵۰]
- سنبوق
- سنج
- سیخ
- سنسبویه
- سنجاب
- سنداء
- سندان
- سندانه
- سندر
- سندروس
- سندری
- سندس
- سندل
- سندیان
- سوذق
- سوزانق
- سوذنیق
- سور
- سورج
- سورستان
- سوری
- سوس
- سوسان
- سوست
- سوسمار
- سوسن
- سورنجان
- سوسنجرد
- سوسنقان
- سوق
- سهر
- سهریز
- سیابچه
- سیاه
- سیب
- سیبج
- سیبه
- سیداره
- سیداق
- سیدان
- سیرج
- wikt: سیروال (شلوار)
- سیسبی
- سیسبان
- سیسم
- سیسنبر
- سیطل
- سیف
- سیکا
- سیکران
- سیهوج

### ش
- شابرقان: شاپورگان
- شابوره
- شاجرد
- شاخه: شاخه رودخانه (پرکاربرد)[۱۵۲]
- شاخور: آبشخور[۲۰]
- شادروان
- شاذروان
- شادکونه
- شادنج
- شاذنه
- شاروف
- شاروق
- شاش
- شافانج
- شاقول
- شاکری
- شاکریه
- شالم
- شال
- شامات
- شاهمات
- شان
- شاورک
- شاه
- شاهترج
- شاهترجیات
- شاهدانق
- شاهسپرم
- شاهک
- شاهلوج
- شاهلوک
- شاهمرک
- شاهین
- شاهیه
- شاهنشاه
- شای
- شبابه
- شبارق
- شباش
- شبت
- شویذ
- شبذار
- شبذر
- شبرم
- شبزق
- شبکره
- شبکه
- شبنم
- شبور
- شبوط
- شبه
- شبهان
- شراع: از شاهراه
- شربق
- شربوش
- شرزه
- شریش
- شرب
- شربین
- شرز
- شرغ
- شرزیه
- شری
- ششتا
- ششکا
- ششدمب
- ششم
- ششنه
- شصه
- شطا
- شطرنج
- شطرنجی
- شطفه
- شعبده
- شفارج
- شفره
- شفع
- شفلج
- شفلقه
- شک
- شکال
- شکر: شکر (پرکاربرد)[۱۵۲]
- شکرساز
- شکوهنج
- شلتوک
- شللت
- شلم
- شلوار: شلوار (پرکاربرد)[۱۵۲]
- شلوق
- شم
- شمختر
- شمراج
- شمشر
- شمعدان
- شمندر
- شمندور
- شموس
- شنار
- شمهذر
- شنان: اشنان؛ (پرکاربرد) گیاهی شوینده جامه جایگزین سابون (صابون)[۱۵۲]
- شنبلید
- شنته
- شنجار
- شنجول
- شنقار
- شنکار
- شنو: چی؟ دوباره بگو!؛ از شنودن در فارسی (پرکاربرد)[۱۵۲]
- شواءشرشر
- شوبق
- شوبند
- شوت
- شوذ
- شوذر
- شوذق
- شوره.
- شورباءخضراء
- شول
- شولم
- شوله
- شوندر
- شونیز
- شویل
- شویلا
- شه
- شهارجه
- شهبیدق
- شهترج
- شهد
- شهدانج
- شهرمان
- شهره
- شهسرم
- شهر
- شهرود
- شهریز
- شهل
- شهله
- شهنازین
- شهنشاه
- شهنیز
- شیان
- شید
- شیذمان
- شیرازه
- شیرازیه
- شسر
- شیربام
- شیرخشک
- شیر
- شیرین: شیرین؛ هر چیز خوشایند و دوست داشتنی؛ نامی دخترانه[۱۵۲]
- شیز
- شیصان
- شیطرج
- شیلم

### ص
- صابون: سابون (از راه عربی به اروپا رفته است)
- صاخره: ساغر
- صارج: ساروج
- صاروج: ساروج؛ چاروگ
- صاهک: چاهک
- صبار: نمرهندی
- صِباغ: نان خورش؛ سباغ
- صفت
- صَبِر، گیاهیست دارویی
- صبهید
- صت
- صج
- صخی
- صدی
- صذجان
- صرام
- صرخابیه
- صرد
- صردی
- صرق
- صریقه
- صرم
- صرنایه
- صرود
- صعلوک
- صغانه
- صعد
- صغفصه
- صغراط
- مصفط
- صفق
- صق
- صقره
- صک
- صلایه
- صلج
- صلیب
- صلیقه
- صمج
- صنار
- صناخره
- صنج
- صنجه
- صندل
- صندلانی
- صنطیر
- صنم
- صنوبر
- صوبج
- صولج
- صولجان
- صهاکیه
- صهریج
- صهر
- صیدللنی
- صیصا
- صیق
- صین
- صیوان
- صیه

### ض
- ضبطر
- ضبغطر
- ضبغطری
- ضبنطر
- ضردخ
- ضرسامه
- ضریح
- ضغر
- ضابون
- ضیطر

### ط
- طابستان
- طایق
- طابوق
- طاجن
- طارم
- طارمه
- طاره
- طازج
- طاس
- طاسه
- طاق: تاق (طاق)[۱۵۲]
- طالیقون
- طاووس
- طاوی
- طاا
- طباه
- طباشیر
- طباق
- طبان: تپان: آشفته، نگران، پریشان[۱۵۲]
- طباهج
- طبر: تبر[۱۵۲]
- طبرخون
- طبردارج
- طبرزد
- طبرزل
- طبرزن
- طبرزین
- طبرس
- طبس
- طبق
- طبل
- طبنجه
- طبندر
- طجن
- طنجر
- طراز
- طرازدان
- طراق
- طربال
- طربق
- طربوس
- طرجهار
- طرخان
- طرسع
- طرشم
- طسم
- طرنیان
- طریان
- طرجهاره
- طرجهاله
- طرخقوق
- طرخه
- طرتستوج
- طرش
- طرخون
- طرق
- طره
- طریونه
- طریاق
- طریخ
- طرز
- طس
- طساء
- طست: تشت (پرکاربرد)[۴۱]
- طستخان
- طسق
- طسمه
- طسوج
- طست: تشت (پرکاربرد)[۱۵۲]
- طغرا
- طفشیل
- طلخ
- طلخشقوق
- طلفان
- طلقان
- طلق
- طن
- طناب
- طنب
- طنبال
- طنبل
- تنبور
- طنخ
- طنز
- طنفسه
- طنو
- طنوج
- طنی
- طود
- طودباج
- طوری
- طوق
- طولق
- طومار
- طهمورس
- طیسفون
- طیطوی
- طیلسان
- طیهوج

### ع
- عامص: خامیز؛ گوشت خام در سرکه مانده.
- عبداسی
- عروس
- عروسک
- عقاب
- عکس
- عنوان
- نعل
- عن
- عنکبوت
- عبقری :(واژه قرآنی) آبکاری
- عچبرت: آتش‌بار[۱۵۳]
- عراق[یادداشت ۴]
- عربه
- عرق کیر: عرق گیر (پاره نخست عربی است)[۱۵۲]
- عرق جین: عرق چین[۱۵۲]
- عزاخانه: سوگ یا جای سوگواری[۱۵۲]
- عسکر
- عشاق
- عصفر
- عنداء
- عنزروت
- عنکل
- عیدنوروز: جشن نوروز که ۲۱ ماه آذار همچنین با نام یوم الشجره برگزار می‌شود.[۱۵۲]

### غ
- غار
- غاریقون
- غاغ
- غاغه
- غال
- غباشیر
- غبغب
- غبیرا
- غراره
- غربیب
- غربال
- غرقد
- غره
- غسلج
- غضلجه
- غضاره
- غمزه
- غنج
- غوره
- غوش
- غوط
- غوشنه
- غوغا
- غول

### ف
- فانور
- فادونج
- فارس
- فارفین
- فارنیه
- فاسرشین
- فاشرا
- فاغره
- فال
- فالوذج
- فالوذجیه
- فانیذ
- فاوانیا
- فتراک
- فتکر
- فتکرین
- فتکلین
- فتن
- فج
- فخ
- فرات
- فراتق
- فراریج
- فرازج
- فرام
- فرانق
- فراهه
- فربیون
- فرثی
- فرجار
- فرجون
- فرجین
- فردار
- فردوس
- فرزان
- فرزجات
- فرزدق
- تفرزن
- فروزما
- فرزین
- فرسخ
- فرسق
- فرسک
- فرضه
- فرفر
- فرفیج
- فرفخ
- فرفیر
- فرفین
- فرقعه
- فرمان
- فرن
- فرنج
- فرنجمشک
- فرنجمسک
- فرنجی
- فرند
- فرنی
- فروخ
- فروز
- فرهد
- فرهود
- فریز
- فستان
- فستق
- فستقیه
- فسطاط
- فسطان
- فسقیه
- فسکل
- فسکول
- فش
- فشار
- فشک
- فصفص
- فغفور
- فل
- فلاتج
- فلج
- فلجان
- فلفل
- فلفمویه
- فلق
- فلنجه
- فنجان
- فنجانه
- فنداق
- فندق
- فندیره
- فنزج
- فنرز
- فنک
- فنکال
- فوانیا
- فوتنج
- فوسکول
- فوسنج
- فوطه
- فوفل
- فولاذ
- فوم
- فوه
- فهرس
- فهرست
- فهلبذ
- فهلویه
- فیج
- فیجن
- فیروز
- فیروزج
- فیسابور
- فیشفارج
- فیل
- فیلجوش
- فیلجه
- فیلق
- فیلور
- فیمج
- فینج
- فیمان

### ق
- قابوس
- قاجاق: قاچاق[۱۵۴]
- قادوس
- قار
- قاشان
- قاشانی
- قاضی، دادرس، از پهلوی کادیک.[۱۵۵]
- قافور
- قاقز
- قاقله
- قاقم
- قاقوز
- قالب
- قانون
- قاوند
- قاووق
- قاه
- قب
- قباء
- قبان: قپان؛ ترازو (پرکاربرد)[۱۵۴]
- قبج
- قبجه
- قبز
- قبطری
- قبطریه
- قبق
- قبیطا
- قبه
- قراسیا
- قربت
- قریق
- قربز
- [[wikt:قربانی برکرفته از واز ژه پارسی کرپانی
- قریوت
- قریوس
- قرد
- قردسه
- قردد
- قردمانا
- قردمانیه
- قرزن
- قرسی
- قرص
- قرط
- قرطاط
- قرطاله
- قرطبان
- قرطق
- قرطل
- قرطه
- قرقویی
- قرقوبی
- قرقور
- قرقش
- قرفه
- قرم
- قرماز
- قرمز: قرمز[۱۵۲]
- قرمزی
- قرمسین
- قرماسین
- قرماشین
- قرنباد
- قرنفل
- قرنده
- قره
- قز
- قزاکند
- قسب
- قسبند
- قسنیزه
- قسور
- قسوره
- قشم
- قشنیزه
- قشمش
- قصاره
- قصری
- قصعه
- قصی
- قطران
- قطرمیز
- قطونا
- قعب
- قفدان
- قفس
- قفشلیل
- قفور
- قفیز
- قلاش
- قلس
- قلطبان
- قلعه
- قلنهف
- قله
- قلهبان
- قلهزم
- قمطره
- قمطریر
- قمع
- قمقم
- قمنجر
- قمه
- قمهد
- قنات
- قناخر
- قنازه
- قنب
- قنبیط
- قنبیل
- قنجار
- قنجور
- قنجوره
- قند
- قنده
- قندید
- مقندی
- قنداءو
- قندز
- قندس
- قندفیل
- قندل
- قندول
- قندویل
- قنفج
- قنقل
- قنقن
- قواب
- قوراب
- قورج
- قوس
- قومش
- قوش
- قوشیرا
- قوصیره
- قوقه
- قولنج
- قوهی
- قوهه
- قهاب
- قهرمان
- قهز
- قهندز
- قیر
- قیراط
- قیروان
- قیس
- قیسی: قیسی[۱۵۴]
- قیش
- قیفال
- قیناب
- قنینه

### ک
- کاخیه
- کاذی
- کارخانه: کارخانه، کارگاه[۱۵۶]
- کارمهتر
- کاره
- کئاج
- کارنامج
- کاری: گاری[۱۵۶]
- کاس
- کاش
- کاشان
- کاشانه
- کاشم
- کاغذ
- کاغانی
- کافرکوب
- کاکنج
- کال
- کالا: کالا (پرکاربرد)[۱۵۶]
- کامخ
- کاوجشم
- کاوزوان
- کباب
- کبابه
- کباص
- کبر
- هکبیج
- کبریه
- کیکج
- کتان
- کتف
- کتلی: کتری[۱۵۷]
- کتم
- کتیر
- کجک
- کخ
- کحکخ
- کدخداوهیلاج
- کدی
- کذج
- کذینق
- کراب
- کراز
- کراسه
- کران
- کرباس
- کربج
- کرتیم
- کرج
- کرجی
- کرد
- کردار
- کردانی
- کردبنذاذ
- کردجه
- کردناج
- کردوانی
- کردیه
- کرذناک
- کرز
- کرزن
- کرس
- کرفس
- کرک
- کرکمان
- کرکدن
- کرکرهان
- کرکرم
- کرکس
- کرمدامه
- کرنب
- کرنبیه
- کرنک از خورنق (از خورنگاه) نیز نام یک سینمای آشنای شهر بصره[۴۵]
- کرویا
- کربال
- کروان
- کروَه: کرایه[۱۵۷]
- کزبره
- کزمان
- کزوان
- کس
- کسب
- کسبج
- کسبه
- کستج
- کستوان
- کسری
- کسکر
- کشکر
- کش: آدمکش (زبانزدی پرکاربرد در بازی تخته نرد)[۲۰]
- کشت
- کشتج
- کشتبان
- کشخان
- کشخنه
- کشک
- کَشْکَش: از کشیدن؛ آرایه‌های پوشاک[۳۹]
- کشکول
- کشمخه
- کشملخه
- کشمش
- کشنج
- کشتی
- کص
- کعب
- کعک
- کف
- کلاب
- کلاو: کلاه (پرکاربرد)[۱۵۷]
- کلبه
- کلبتان
- کلبج
- کلخ
- کلک
- کلکون
- کلندی
- کلواذه
- کلیه
- کلیجه: کلوچه[۱۵۷]
- کماشیر
- کمان
- کمثری
- کمجه: کمچه؛ کفچه (پرکاربرد)[۱۵۶]
- کمن
- کمنجا
- کمنجه
- کمر
- کمیت
- کنادر
- کنار
- کناره
- کناری
- کنبوش
- کند
- کندجه
- کندوج
- کنداکر
- کنداءو
- کندر
- کندره
- کندس
- کندیر
- کندیره
- کنز
- کنکاله
- کنکر
- کنکرزد
- کواره
- کوالجه
- کوب
- کوبه
- کوث
- کوخ: کوخ؛ خانه ساده گلی یا نِیین[۱۵۶]
- کود
- کودن
- کوذینا
- کورت
- کوره
- کوزه
- کوس
- کوسج
- کوش
- کوشاد
- کوشان
- کوشت
- کوشه
- کوفن: کوفتن؛ کوبیدن[۳۹]
- کوک: کوک کردن[۳۹]
- کولان
- کون
- کونیا
- کهبل
- کهربا
- کهرش
- کیا
- کیخم
- کیس
- کیک
- کیلجه
- کیلقه
- کیلدارو
- کیلکان
- کیمخت
- کیمون
- کیمیا
- کیوان

### ل
- لاخشته
- لاخشه
- لاخوشه
- لاذن
- لاذنیات
- لازورد
- لازوردی
- لاز
- لاکانی
- لالا
- لبی
- لبا
- لباده
- لبان
- لبسان
- لبلاب
- لبن
- لت
- لهج
- لخلخله
- لش
- لعل
- لقانق
- لقلق
- لقن
- لقوه
- لک
- لکن
- لمبه
- لوءاب
- لویباج
- لوز
- لوزینج
- لور
- لولب
- لهبره
- لیلوفر
- لیمون
- [[Wikt:لیمویه|لیمویه]

### م
- ماجشون
- ماخوره
- ماذای
- ماذی
- ماذیه
- ماذریون
- ماذینه
- ماذیان
- مارستان: بیمارستان[۱۵۷]
- مارکیا
- مارماهیج
- مازریون
- مازریاج
- ماست
- ماش
- ماصول
- مالج
- مالق
- مالیخولیا
- ماخولیا
- ماهیران
- ماوزنه
- ماه
- ماذروستان
- ماهانیه
- ماهودانه
- ماهی
- مایاه
- متک
- متیل
- مج
- مجوسی
- محراب
- مخل
- مر
- مرت
- مرتک
- مرج
- مردانه: جوانمرد[۱۵۷]
- مردارسنج
- مردی
- مرز
- مرزا: میرزا[۱۵۷]
- مرزاب: مرزاب، کاریز، آب انبار[۱۵۷]
- مرزابه
- مرزبان
- مرزجوش
- مردقوش
- مرزنجوش
- مرعزا
- مرفه
- مرمر
- مرمریش
- مرو
- مروالروذ
- مروه
- مروین
- مرهم
- مریق
- مز
- مزج
- مزدق
- مزدقیه
- مزدکیه
- مزون
- مزه: چاشنیِ مِیخواری[۱۵۷]
- مس
- مسافرخانه: مسافرخانه (پرکاربرد)[۱۵۸]
- مستق
- مستقه
- مسجد[یادداشت ۵]
- مسطار
- مسطج
- مسک
- مشت
- مشتار
- مشق
- مشمش
- مصطار
- مص
- مصمصه
- مضمضه
- مغری
- مغد
- مقمنجر
- ملقه
- مک
- مکس
- مکوک
- ملاب
- ملاط
- ملک
- ملیس
- من
- منا
- منانیه
- منج
- منجون
- منجنیق
- منجوشه
- مندیل
- منس
- موانیذ
- موءبذ
- مورداسفرم
- موزج
- موسیقار
- موسیقی
- موشان
- موق
- مول
- موم
- مومیا
- مویزباج
- مویزج
- مهاه
- مهار
- تمهجر
- مهربان
- مهر
- مهتر
- مهرجان
- مهرجانقذق
- مهردار
- مهرق
- مهرقان
- مهروذه
- مهماز
- مهمیز
- میانروذان
- میپختج
- میدزد
- میز: میز (پرکاربرد)[۱۵۷]
- میزاب
- میسانی
- میسوسن
- میسون
- میل
- مینا
- میوه: میوه (پرکاربرد)[۱۵۷]

### ن
- ناجود
- ناخذاه: ناخدا
- نارسیرک
- نارباج
- ناردین
- نارجیل: نارگیل (پرکاربرد)[۱۵۷]
- ناردینیات
- ناسور
- ناصور
- ناطور: شبان
- نارغشت
- نارفارسی
- نارقیصر
- نارکیوا
- نارمسک
- نارنج
- نارنجیات
- نارنجیه
- ناعور
- نافجه
- نانخواه
- ناورد
- ناوق
- ناووس
- ناهیذ
- نای
- نبات
- نبراز
- نبهرج
- نبیذ
- نبرینج
- نبیجه
- نخ
- نخی: نخود[۱۵۷]
- نخواز
- ند
- نرجس، نام گیاهی، از نرگس
- نرجسدان
- نرجسیات
- نرجسیه
- نرده
- نردشیر
- نرسی
- نرسیان
- نرق
- نرماذجات
- نرمق
- نرنج
- نز
- نستج
- نسترن
- نسترین
- نسرین
- نسک
- نشا
- نشابور
- نشاستجین
- نشوار
- نشوان
- نشوه
- نفت
- نفرینج
- نفیر
- نقل
- نفل
- نکریش
- نکس
- نلک
- نمت
- نمش
- نمط
- نمق
- نمکسود
- نمی
- نهبهر
- نهرتیری
- نهروان
- نهفت
- نوجر
- نوردجه
- نوروز
- نوروزالصباح
- نوشآذر
- نوی
- نهنهه
- نیدل
- نیرج
- نیر
- نیرباج
- نیرنج: نیرنگ
- نیرنجات
- نیروز
- نیریز
- نیزر
- نیزک
- نیسابور: نیشابور
- نیسبان
- نیشان: نشان، پیشکش به عروس در خواستگاری[۱۵۷]
- نیفق
- نیل
- نیلج
- نیلنج
- نیلوفر
- نیم
- نیمبرشت
- نیمبری
- نیمراه
- نیمروز

### و
- وبر
- وجاق
- وجاک
- وج
- وخشیرک
- ورآب
- ورد
- وَرِق، سکه نازک سیمی، از پَرَک
- ورل
- وزغه
- وسخ
- وسمه
- وشج
- وصر
- وطاق
- وقد
- ون
- ونج
- وهق
- وین

### ه
- هاد
- هاربا
- هاله
- هامرز
- هاوون
- هبرزی
- هبلق
- هبید
- هبیددانه
- هجر
- هیربد
- هربذی
- هرج
- هرد
- هرطان
- هرمز
- هرمس
- هزار
- هزارات
- هزارافسان
- هزارجسان
- هزاریکه
- هزبر
- هشت
- هشتنبر
- هفت
- هفتق
- هفتکاه
- هلام
- هلباجه
- هلهل
- هلیون
- هم: هم، همچنین، نیز (پرکاربرد)[۱۵۹]
- هم بیشه: هم پیشه، همکار[۱۵۹]
- همایون
- همج
- همذان
- همدانی
- همقانه
- هملاج
- هملقه
- همقیق
- همیان
- همینیه
- هنبوقه
- هنبقه
- هنبق
- هنداز
- هندام: اندام[۳۴]
- هندبا
- هندک
- هندوانی
- هنزمن
- هَوَاء، هوا، از هوا
- هَوَس، سودا، از هَوَس.[یادداشت ۶]
- هوش: هوش (پرکاربرد)[۱۵۹]
- هومه
- هیج: هیچ؛ بی‌ارزش (پرکاربرد)[۱۵۹]
- هیرون
- هیس
- هیثر
- هیطله
- هیکل
- هیل

### ی
- یا: آیا[۲۰]
- یاخور: آخور[۲۰]
- یاذکار
- یارج
- یارق
- یاسمون
- یاسمین
- یاسمینیات
- یاقوت
- یاکاه
- یبات
- یرقان
- یرمنان
- یرنا
- یرندج
- یزک
- یسر
- یشب
- یشم
- یصب
- یصف
- یک
- یکانات
- یلقه
- ینم
- یلنجوج
- یون

## پیوست
- آبان
- ابیورد
- ابلیه
- الباب
- اسبیذروی
- انباز
- انجاص
- باباءالولد
- هفتجنه
- آفروشه
- بازیجان
- بختخ
- بوطینج
- بیروزقباد
- بیشارج
- بیشه
- تامرا
- تخت
- تستوج
- تفسره
- تفل
- تفأل
- تلنه
- تلنی
- تیم
- جاب
- جازر
- جاله
- جانجان
- جشه
- جرمیه
- جزیره
- جندی
- جندخ
- جنبج
- جوب
- جوجق
- جونه
- جیخ
- جیسوان
- جیل
- حال
- حبجب
- خانگان
- خربندج
- خسف
- خلمه
- درد
- دردبی
- دیباج
- دردق
- دروازه
- دستج
- دعکسه
- دغل
- دفترخوان
- دل
- دنیه
- روشن
- زبرباذیه
- دمدمه
- زمزمه
- دواه
- دواغیل
- دون
- دهق
- دهک
- ربخت
- روستقباذ
- زجاج
- زفانه
- زکاب
- زکبه
- زلبانی
- زلنبع
- زمازمه
- سقراط
- سکاب
- سیب
- شاذفیروز
- شاذهرمزد
- شاذکلاه
- شار
- شاروف
- شبوق
- شستجه
- شنکل
- شنکولیه
- شیداره
- شیراز
- شهری
- صر
- صرقع
- صق
- صینیه
- طبشی
- طرق
- قادوش
- قاقون
- کاروانیه
- کیرنج
- لولب
- ماخوره
- هزارک
- هملخت

## برای آگاهی بیشتر
- اینجا چکیده‌ای از کتاب محمد التونجی «معجم المعربات الفارسیه منذ بواکیر العصر الجاهلی حتی العصر الحاضر»
- نسخه pdf دکتر محمد نورالدین عبدالمنعم نویسنده کتاب «معجم الألفاظ العربیة فی اللغة الفارسیة» در اینجا. (روی تحمیل الکتاب pdf کلیک کنید تا دریافت شود)
- این کتاب «فرهنگ واژه‌های فارسی در زبان عربی» چاپ ۱۳۴۷ از سوی انجمن آثار ملی است: نوشته محمد علی امام شوشتری.
- ترجمه استاد طبیبیان (۱۳۸۶) از کتاب ادی شیر، «واژه‌های فارسی عربی شده» است: این کتاب از کهن‌ترین و معتبرترین کتابها در این باره است. پیوند
- این پیوند نیز از کتاب استاد المنجد، صلاح الدین (. ۱۹۷۸.). المفصل فی الالفاظ الفارسیة المعربة فی الشعر الجاهلی و القرآن الکریم و الحدیث النبوی و الشعر الاموی. چاپ بنیاد فرهنگ ایران ۱۳۵۶ است: نیازی به دانستن زبان عربی هم نیست. سرواژه‌ها را نگاه کنید و جاهایی که برای نمونه نوشته فارسیُّهُ (فارسی آن می‌شود…) برابر فارسی واژه را بر پایه چند منبع می‌نویسند.
- مقاله حسین حدیدی قمبوانی، پیوست بایگانی‌شده  در ۲۱ فوریه ۲۰۲۰ توسط Wayback Machine.
- ألفاظ دخیلة ومعربة فی اللهجة القطریة کتابی از نویسنده قطری نور عبدالله المالکی.
- الألفاظ الفارسیة فی اللهجة البغدادیة (حسن شوندی) دربارهٔ واژگان امروزی تر است.
- کتاب آرتور جفری «وامواژه‌های قرآنی» به زبان اصلی در این پیوند (صفحه ۳۰۹ کتاب را بنگرید). نسخه فارسی در انتشارات توس با ترجمه فریدون بدره‌ای در دسترس است.
- فهرست واژه‌ها و بررسی فشرده در نسخه اینترنتی پژوهشهای قرآنی با نام واژگان بیگانه قرآن به قلم مسعود ربیعی آستانه آمده است (برگرفته از کتاب واژه‌های دخیل در قرآن مجید نوشته آرتور جفری ترجمه فریدون بدره‌ای)
- دربارهٔ وامواژه‌های فارسی قرآن از استاد بهاءالدین خرمشاهی مقاله‌ای با نام کلمات فارسی در قرآن مجید در مجله قرآن پژوهی (۱۳۸۹).
- چکیده‌ای از کتاب سرشناس المُنجِد در مقاله‌ای از فصلنامه تخصصی ادبیات فارسی در پیوست.
- نکاتی دربارهٔ زبانشناسی عمومی با تکیه بر عربی، دکتر محمدعجم، مجله آفتاب ۳۰ شهریور ۱۳۹۰ فارسی